# Istituto internazionale per la cinematografia educativa
L'Istituto internazionale per la cinematografia educativa, sigla I.C.E. (in qualche caso anche I.I.C.E.), fu un organismo internazionale legato alla Società delle Nazioni, con sede in Italia, che rimase in attività dal dicembre 1928 al dicembre 1937. Fortemente voluto ed appoggiato dal regime fascista quale elemento di credibilità della propria azione internazionale, aveva lo scopo di promuovere iniziative per la diffusione dei film aventi contenuto didattico e scientifico. Nei circa 9 anni di funzionamento riuscì ad ottenere, nonostante il clima di crescente tensione internazionale degli anni trenta, alcuni importanti risultati. Cessò quando l'Italia decise di uscire dalla Società delle Nazioni ed alcuni tentativi di proseguirne l'attività operati in Francia non ebbero seguito a causa del sopravvenire della seconda guerra mondiale.

## Contesto storico
Sin dal suo apparire il cinema fu considerato un elemento di informazione e documentazione, ancora prima che spettacolare, ed un possibile fattore di diffusione delle culture e delle conoscenze tecniche e scientifiche. Anche se successivamente negli anni 10 e 20 le pellicole a soggetto divennero preponderanti, restò sempre presente in molti Paesi un'attività produttiva legata alla realtà ed a finalità didattiche ed educative.

### Germania e Francia all'avanguardia nel film didattico
Oltre alla particolare situazione del cinema sovietico, legata all'esperienza rivoluzionaria ed alle esigenze propagandistiche dei primi anni venti, i Paesi nei quali la filmografia didattica si sviluppò maggiormente furono la Francia, dove nel 1912 si era svolto a Bordeaux il Congresso istitutivo della "Société de l'Art à l'École" e la Germania, dove già nel 1909, pochissimi anni dopo la nascita del cinema si era riunito a Berlino un Congresso di insegnanti interessati all'uso del mezzo cinematografico.

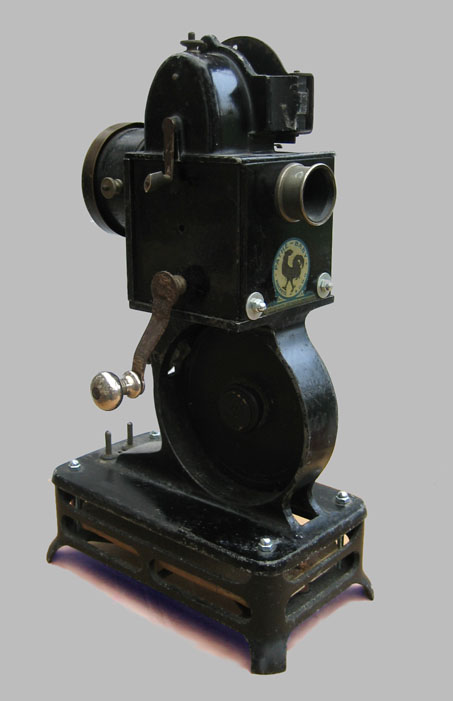
Un proiettore Pathebaby 24 degli anni Venti utilizzato per le pellicole didattiche

Dopo la guerra, in Francia sin dal 1921 nel bilancio della Pubblica Istruzione venne previsto uno stanziamento per il cinema scolastico. Nel 1923 la "Pathé Consortium" disponeva di un apposito "Service de l'enseignement" che aveva a disposizione 230 pellicole di insegnamento su argomenti medici e scientifici, tecnici ed agricoli; nel 1924 all'interno di una mostra su "Art et Publicité" svoltasi al Musée Galliera due sale furono dedicate al cinema didattico e nel 1925 anche il Museo Pedagogico di Parigi pubblicizzava la disponibilità di film documentari, per i quali non riusciva a soddisfare tutte le richieste di prestito. All'inizio del 1926 si calcolava che nel Paese fossero disponibili 6.000 schermi per la proiezione di film educativi.
In Germania si era formata all'inizio degli anni venti la "Bundes Deutsche Lehrfilmhersteller", associazione di produttori di film didattici; nel 1923 l'Istituto centrale per l'educazione e l'istruzione, con sede a Berlino, realizzava corsi con cui gli insegnanti venivano formati all'utilizzo delle apparecchiature di proiezione, mentre il "Gesellshaft für Volksbildung" (Società di informazione popolare) possedeva già oltre 700 pellicole documentarie e didattiche provenienti da molti Paesi, che metteva a disposizione di scuole e comunità; nel 1924 la casa di produzione U.F.A. aveva stampato un catalogo di tutti i film utilizzabili per l'insegnamento, divisi per argomento e per livello scolastico.

Nel dopoguerra importanti esperienze nel campo del cinema d'educazione si svilupparono anche in altri Paesi: in Austria, ad opera della società "Wiener Urania", con sedi a Vienna ed in diverse altre città, fondata nel 1897 e dal 1921 attiva in campo cinematografico; in Svizzera, con la fondazione nel 1922 della "Camera europea del film d'insegnamento", con sede a Basilea, cui partecipavano soprattutto docenti svizzeri, tedeschi ed olandesi, che avrà poi un ruolo importante nella nascita dell'Istituto romano; in Ungheria, dove nel 1925 venne emanata una norma per l'introduzione del cinema nelle scuole, in Spagna ed in America Latina, dove periodicamente di riuniva un "Congresso Hispano-americano di cinematografia educativa". Nell'aprile 1925 si tenne a Breslavia il Congresso fondativo di un'associazione polacca per lo sviluppo del film educativo e didattico, con 150 delegati. 

Roberto Omegna, precursore nel 1905 con la "Ambrosio" dei film didattici e scientifici, qui ripreso con Gabriele Gabriellian quando dirigeva la sezione scientifica del "Luce".

Negli Stati Uniti ed in Gran Bretagna vi erano state diverse ricerche svolte negli anni venti sull'impiego del cinema nelle metodologie di insegnamento. Nel 1925 in Olanda funzionava il "V.O.O.F. - Vereenging voor Onderwysen Ontwikkelingsfilme", associazione privata per il cinema educativo, dotata di una cineteca nazionale di settore.

### Cinema scolastico e di attualità in Italia
In Italia i primi accenni ad un uso del cinema quale strumento di insegnamento risalgono a quello stesso 1905 in cui venne fondata a Roma la "Alberini & Santoni", poi "Cines", ed Arturo Ambrosio diede vita a Torino, assieme a Roberto Omegna, ai primi filmati "dal vero", così come fece a Milano il fotografo Luca Comerio, mentre sulla Rivista di artiglieria del Genio venne proposto l'impiego di brevi filmati per l'istruzione degli allievi nelle scuole militari. Negli anni che precedettero la guerra le iniziative si moltiplicarono: nel 1907 Luigi Castellani realizzò a Firenze grandi assemblee scolastiche con proiezioni di film, nel 1911 si costituì a Brescia la società "Brixia docet", seguita nel 1912, a Roma, dalla "Minerva per le proiezioni scolastiche", che organizzò al Teatro Argentina decine di incontri con centinaia di alunni, per arrivare agli esperimenti del ticinese Giuseppe Baragiola nei quali si studiarono gli effetti provocati sui giovani alunni di diversi Paesi dalla proiezione dei film.
Tralasciando la filmografia propagandistica del periodo bellico, nel dopoguerra era il 1922 quando venne avanzata al Governo da parte di un organismo consultivo denominato "Consiglio delle industrie cinematografiche" presieduto da quello stesso Giuseppe Barattolo che era il principale "player" dell'U.C.I., la richiesta di finanziare «speciali films atte ad illustrare le bellezze artistiche e naturali o ispirate alla divulgazione di argomenti culturali o di profilassi sociale», ma la cosa non ebbe seguito, così come accadde l'anno successivo al tentativo del Comune di Milano di promuovere un "Ente nazionale per la cinematografia istruttiva". Miglior fortuna ebbe invece il "S.I.C.-Sindacato di Istruzione cinematografica", fondato nel 1924 da Luciano De Feo ed Eugenio Fontana, destinato a trasformarsi, dopo soltanto un anno, con l'emanazione del R.D.L. n.1985 del 11 ottobre 1925, nella società anonima "Luce" ed in seguito, con finanziamento derivante da una pluralità di Enti preesistenti, nell'"Istituto Luce", nel cui ambito fu anche creata una sezione scientifica affidata al "pioniere" Roberto Omegna. Da questo momento in poi la gestione degli aspetti didattici legati al cinema si fuse direttamente con quelli propagandistici e di monopolio informativo perseguiti dal regime, che dal 1926 rese obbligatoria la proiezione nelle sale di un filmato del Luce, suscitando non poche proteste tra gli esercenti.

### La Conferenza internazionale del cinematografo di Parigi, 1926
Lo sviluppo della cinematografia a livello mondiale e la molteplicità delle iniziative nel settore del film educativo non potevano più essere ignorate dalla Società delle Nazioni e, in particolare, dalla Commissione internazionale di Cooperazione Intellettuale, l'organo della organizzazione ginevrina incaricato di occuparsi della cultura, della scuola e dell'arte; il "braccio operativo" di tale Commissione era l'Istituto internazionale di Cooperazione Intellettuale (I.I.C.I.), che aveva sede a Parigi, con uffici ospitati al Palais-Royal, diretto dal letterato francese Julien Luchaire.
Nel luglio 1924, per la prima volta, al cinema venne dedicata una discussione in una sede internazionale, allorché Luchaire predispose – e la Commissione approvò – una relazione nella quale si riconosceva che esso era diventato uno strumento essenziale nei campi della diffusione culturale, dello sviluppo delle relazioni tra i popoli, della trasmissione delle conoscenze artistiche e scientifiche e quindi, in sintesi, un fattore di pace; si decideva quindi che la S.d.N. avrebbe indetto una Conferenza mondiale sull'argomento.

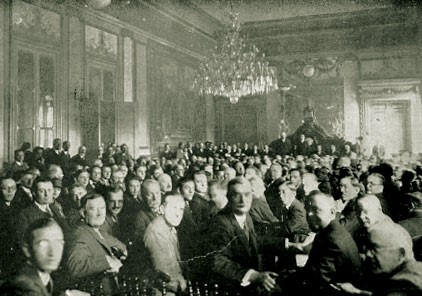
La seduta inaugurale del Congresso internazionale cinematografico di Parigi promosso dalla Società delle Nazioni nel 1926

I lavori preparatori del Congresso, che inizialmente avrebbe dovuto coinvolgere soltanto i registi, non furono, anche a causa della rivalità tra Francia e Germania, né brevi né facili, e la data di svolgimento subì diversi slittamenti (dapprima autunno 1925, poi maggio 1926) sino ad essere definitivamente fissata dal 27 settembre al 3 ottobre 1926 a Parigi. In queste fasi fu da più parti avanzata la proposta di creare un organismo permanente che sotto forma di "centrale di servizio" potesse mettere in contatto le attività relative alla cinematografia di natura educativa svolte nei vari Paesi.
La Conferenza parigina fu un rilevante successo, con la partecipazione di 432 delegati provenienti da 32 Paesi o appartenenti a 12 Organizzazioni internazionali, e le 8 commissioni in cui la conferenza si articolò produssero un profluvio di voti finali su tutti gli argomenti, dalla istituzione delle cinemateche, alla disciplina del diritto di autore in campo cinematografico, dall'attività di produzione a quella della stampa di settore, dalla condizione fiscale e della censura, sino ai rapporti con altre forme artistiche. Ad una di queste commissioni, la ottava presieduta dal tedesco Wilhelm Graf, fu demandato il tema del cinema educativo ed essa terminò con un voto nel quale si chiedeva che venisse «istituito d'urgenza presso l'I.I.C.I. della S.d.N. un ufficio internazionale composto di specialisti e tecnici competenti con l'incarico, tra l'altro, di definire un catalogo di tutti i film con contenuto educativo». Al termine dei lavori congressuali si stabilì che una seconda Conferenza si sarebbe dovuta tenere nel 1928 a Berlino e si formò una Commissione cinematografica, presieduta dal belga Réné Sand, che rendesse operativi tutti i voti del Congresso, nella quale entrò Luciano De Feo, nonostante la scarsa partecipazione italiana all'evento, che fu causa di diverse recriminazioni.

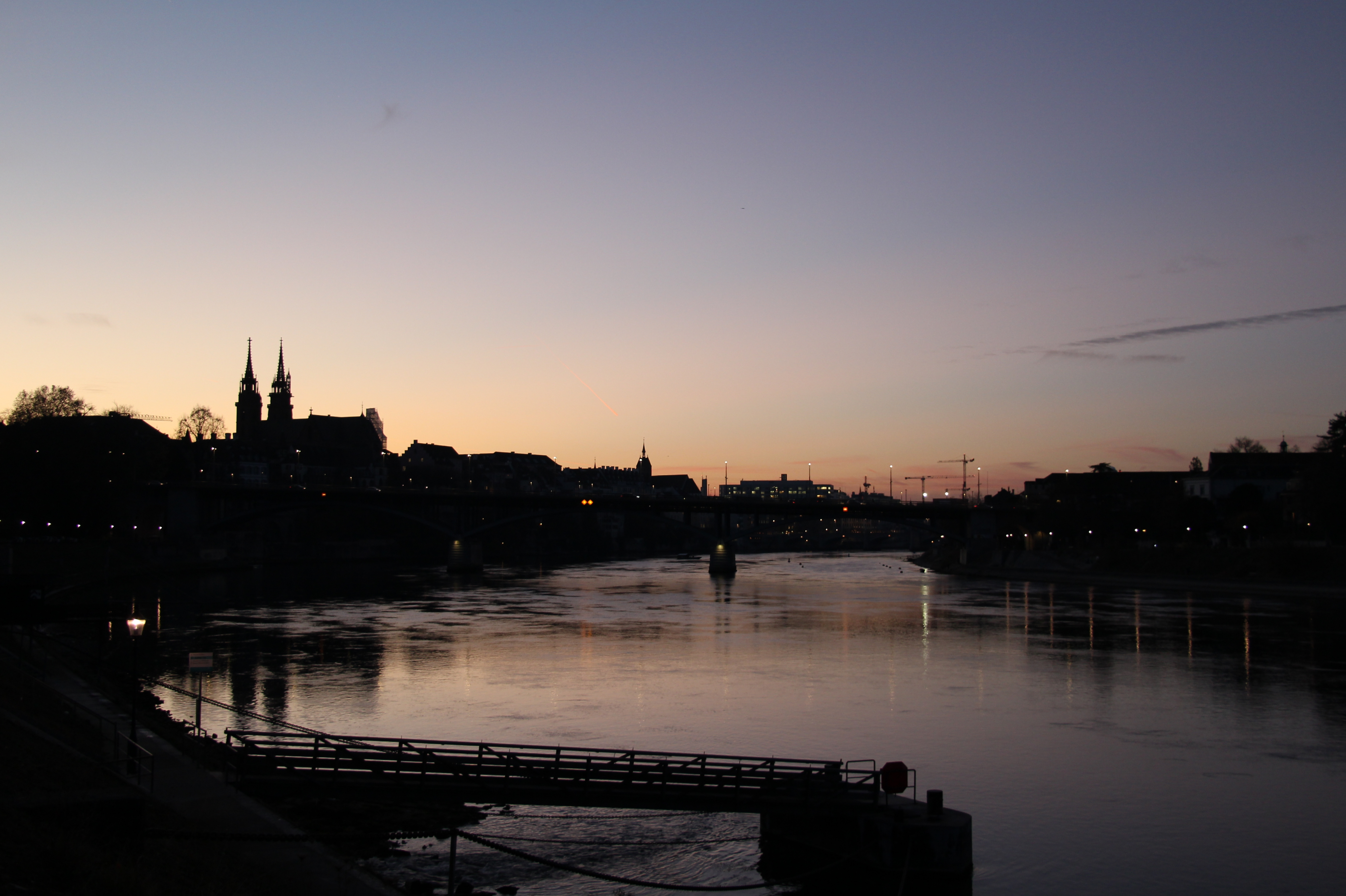
La città di Basilea, ove nel 1927 si svolse un Congresso europeo del cinema educativo che rese possibile la nascita dell'.I.C.E.

### Il Congresso europeo di Basilea, 1927
La Conferenza di Parigi non esaurì le iniziative internazionali relative alla cinematografia. Sei mesi dopo, infatti, la "Camera europea per il film scolastico", di Basilea il cui segretario generale era l'insegnante Gottlieb Imhoff. organizzò nella città svizzera un Congresso di dimensione solo europea sull'argomento, inizialmente previsto per il settembre 1926 e successivamente svoltosi dal 7 al 12 aprile 1927 in concomitanza con una Fiera commerciale. A chi obiettò che erano già in corso le iniziative derivanti dalla Conferenza parigina, i promotori risposero che «una discussione a livello europeo tra i diversi organismi interessati al cinema didattico è ancora un'esigenza assoluta ed urgente» soprattutto allo scopo di istituire un ufficio permanente e pubblicare un notiziario comune.
Al Congresso di Basilea presero parte 150 partecipanti in rappresentanza di 21 Paesi con votazioni finali espresse per nazione e non per singoli. Diversamente da quanto era accaduto a Parigi, questa volta fu presente una nutrita delegazione italiana che riscosse un grande successo, presentato come «un trionfo per l'opera svolta a sostegno della cinematografia educativa: la delegazione italiana ha di fatto diretto il Congresso, con un primato italiano per l'esemplare azione legislativa facente capo al Duce». A parte l'enfasi propagandistica, il Congresso svizzero segnò effettivamente per gli esponenti italiani un'inversione di tendenza rispetto alla Conferenza parigina poiché, nonostante la folta partecipazione tedesca, fu approvata l'istituzione di un Comitato permanente incaricato di raccordarsi con la Società delle Nazioni, di cui Luciano De Feo venne nominato presidente.
L'esito del congresso di Basilea consentì all'Italia di presentarsi come Paese "leader" da prendere ad esempio per l'impegno nel settore del cinema educativo, nel cui ambito spiccava in particolare il ruolo del "Luce": ciò indusse ai delegati italiani a riferire al governo circa la possibilità di procedere con una proposta che mettesse definitivamente a frutto il vantaggio acquisito.

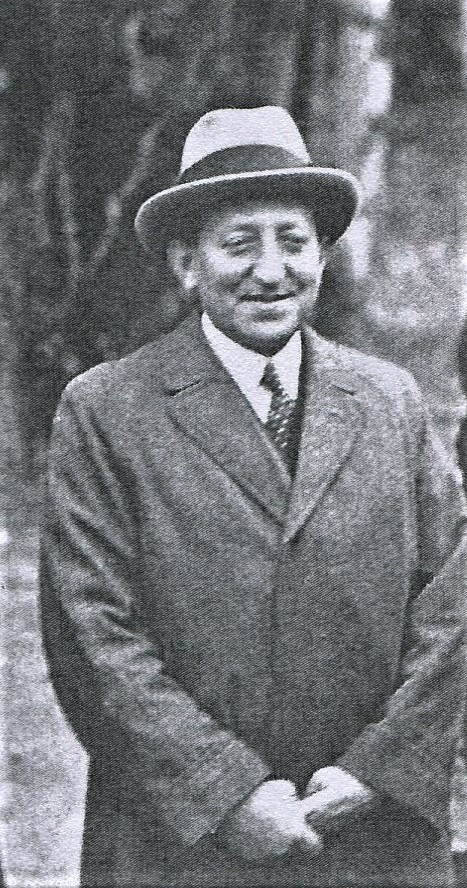
il diplomatico italiano Giacomo Paulucci de Calboli che fu Vice Segretario Generale della Società delle Nazioni dal 1928 al 1934 e si impegnò per la nascita dell'I.C.E.

## La nascita dell'Istituto

### Iniziativa italiana
Le decisioni del Congresso di Parigi avevano rassicurato i Francesi sul fatto che l'ufficio internazionale di cui parlava uno dei voti finali, dovendo essere collegato all'I.I.C.I., non avrebbe potuto aver sede che a Parigi, ma restavano ancora tutti da chiarire tempi ed oneri di questo progetto. Furono quindi avviati lavori di preparazione per elaborare un piano definitivo da far approvare al Congresso di Berlino previsto per il 1928. Ma proprio allora emersero le indecisioni della stessa Commissione di cooperazione intellettuale che in una riunione tenutasi a Parigi il 13-14 febbraio 1927, ed in una successiva del 9 luglio, pur riconoscendo l'importanza di procedere, si riservò di approfondire la questione e continuare gli studi: in sostanza un rinvio, la cui causa era da ricercarsi sia nell'assenza di finanziamenti, sia in un conflitto non ancora risolto tra le esigenze francesi e quelle tedesche.
Fu in questa situazione di stallo che l'Italia, forte dei riconoscimenti emersi a Basilea, presentò alla Società delle Nazioni una formale proposta che risolveva ogni problema finanziario. L'offerta prevedeva infatti che il costo dell'Ufficio internazionale fosse interamente preso in carico dall'Italia, la quale avrebbe anche provveduto a mettere a disposizione gratuitamente la sede. La disponibilità italiana, già preannunciata dal Ministro Rocco a Parigi nel luglio 1927, venne formalizzata dapprima nella Assemblea generale della S.d.N. del 6 settembre 1927 dal delegato italiano, Antonio Cippico, ed in seguito confermata il 28 settembre nella sessione del Consiglio della S.d.N. dal membro italiano Vittorio Scialoja, ottenendo un voto unanime. Al successo della proposta italiana diede un contributo decisivo il diplomatico Giacomo Paulucci di Calboli Barone, già Vice Presidente (1924-27) dell'Istituto Luce, che fu Vicesegretario generale della Società delle Nazioni dal 1927 al 1932, nonché amico di lunga data di De Feo, il quale scrisse di aver dovuto sostenere «un'aspra battaglia» contro le resistenze soprattutto francesi.
Il 7 gennaio 1928 il Segretario Generale della S.d.N. ricevette la lettera di Mussolini, con la quale si precisava l'offerta italiana: contribuzione pari a 600.000 lire annue, disponibilità gratuita di una sede prestigiosa, riconoscimento della piena autonomia giuridica dell'Istituto, Consiglio di amministrazione nominato secondo criteri di internazionalità e garanzia che l'organismo avrebbe seguito norme ed indirizzi propri della S.d.N., sotto il cui controllo sarebbe stato sottoposto.

### La Società delle Nazioni approva la proposta italiana
Di fronte alla conferma dei concreti impegni italiani, nessuno poté o volle più ostacolare il percorso dell'iniziativa, e vi furono unicamente alcune richieste di tutelare interessi nazionali già esistenti, rispondendo alle quali Scialoja fu in grado di fornire ogni assicurazione.

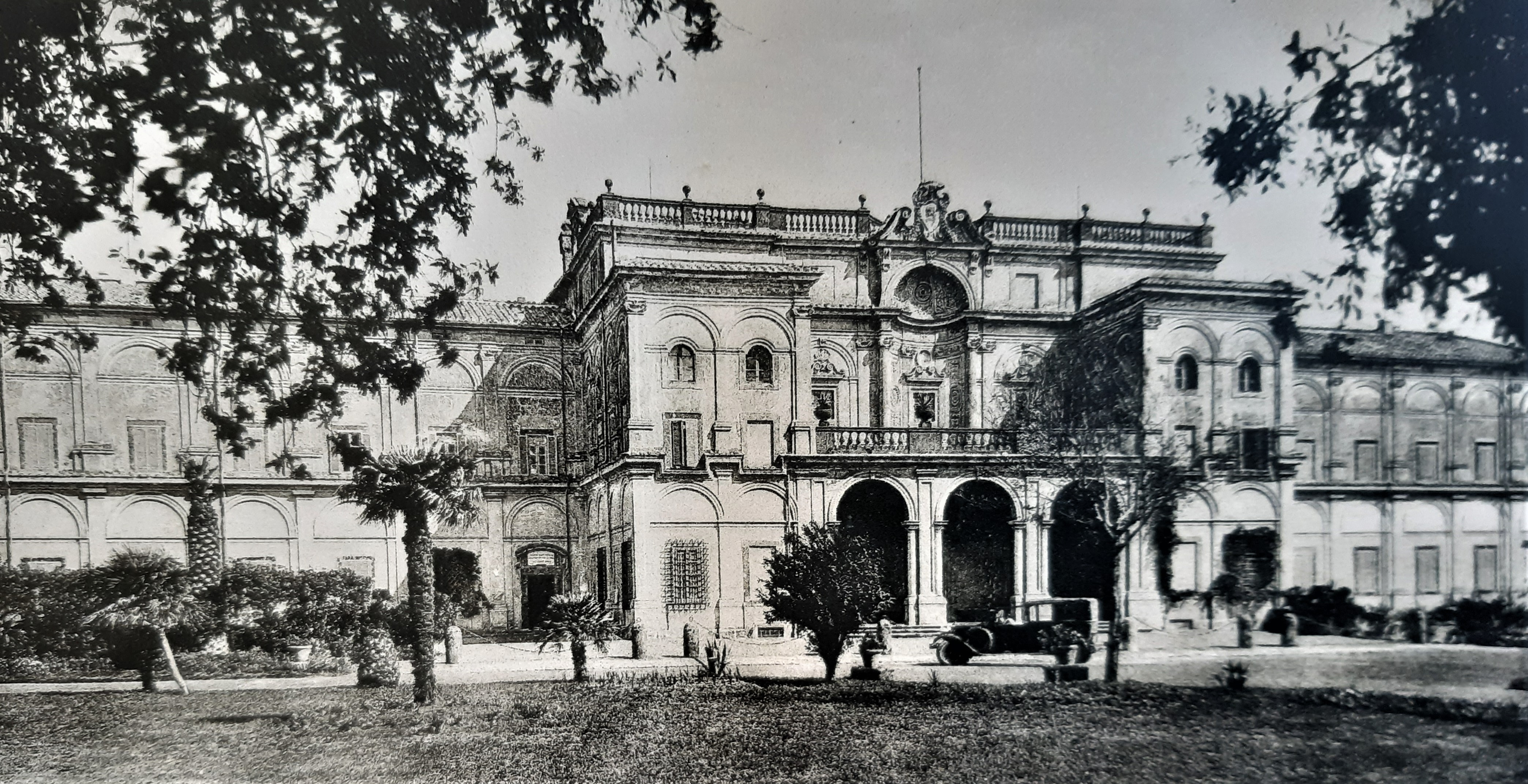
Villa Falconieri, a Frascati, fu la prima sede indicata dal governo italiano alla Società delle Nazioni per ospitare l'Istituto Internazionale per la cinematografia educativa

Nonostante l'offerta avanzata dall'Italia avesse ormai imboccato una strada in discesa, ci vollero ancora diversi mesi perché essa potesse attraversare le procedure interne alla S.d.N., per i pareri delle varie Commissioni. Ma ormai si trattava solo di questioni formali, ed il progetto, nonostante alcuni malumori, non subì alcun arresto, sino a che nella sessione del 30 agosto 1928, il Consiglio della S.d.N. deliberò, unanimemente, la creazione dell'Istituto. A seguito di ciò, fu emanato il Regio Decreto Legge n. 2025 del 6 settembre 1928 con il quale si disponeva, a fini interni, quanto promesso dall'Italia; il decreto fu ratificato, senza discussione, il 29 novembre dalla Camera ed il 12 dicembre dal Senato.

### Reazioni alla decisione della S.d.N.
L'esito della vicenda suscitò nei vari Paesi reazioni contrastanti. Da parte dei commentatori italiani vi fu un'unanime ed entusiastica esaltazione per il risultato conseguito in quanto «mentre la classe cinematografica stava dibattendosi alla ricerca di una formula risolutiva, il governo, come sempre, dà prova di fattiva volontà»; la decisione della S.d.N., presa nonostante i pregiudizi internazionali verso il regime italiano, era quindi considerato «di importanza formidabile per il prestigio di Roma».
Di ben diversa natura i commenti in Francia, dove la decisione ginevrina fu vista come una "resa", se non un "tradimento" di un percorso che sembrava stabilito: «occorre lodare il gesto italiano, ma esso richiede una seria riflessione e qualche riserva. In fondo il denaro non attribuisce una priorità ed abbiamo sperato che la S.d.N. tenesse conto della risoluzione del Congresso di Parigi. In ogni caso, l'Italia ha usato mezzi energici ed è su questo che bisogna attirare l'attenzione del governo e degli industriali francesi». Un rammarico ancora più esplicito venne espresso quando l'Istituto divenne realtà: «I Francesi avevano sognato di conservare nella capitale la direzione del cinema, che qui è nato e si è sviluppato [...] Il discorso di Mussolini [all'inaugurazione dell'Istituto - ndr] dimostra l'importanza che i dirigenti italiani attribuiscono al cinema; in Francia si chiacchiera molto, ma si agisce poco».
Tra le due opposte reazioni di trionfalismo italiano e di amarezza francese si situarono quelle di altre Paesi, che in genere furono di apprezzamento verso l'iniziativa italiana, espresso ora in maniera più prudente verso un «coraggioso e difficile progetto di cui dobbiamo attendere i risultati», ora con molta più simpatia, com'era il caso della stampa di lingua tedesca, più incline a contrastare quella che veniva considerata una volontà egemonica francese nel settore cinematografico.
Una delle condizioni richieste dalla Società delle Nazioni per approvare la nascita dell'Istituto era che esso avesse effettivamente una caratura internazionale, senza limitarsi agli ambiti esclusivamente europei. In effetti nel primo Consiglio di Amministrazione, nominato nel dicembre 1928, questo requisito venne ampiamente confermato. Andarono infatti a far parte del primo organismo dirigente:
- Alfredo Rocco, italiano, Presidente dell'Istituto, Ministro della Giustizia
- Wallace Brown, britannico, che sarà poi direttore del "British Film Institute"
- Henry Carton de Wiart, belga, Ministro di Stato per l'infanzia
- Henri Focillon, francese, docente all'Università di Parigi
- Nagendra Nath Guanguelé, indiano docente all'Università di Calcutta
- Nicolas de Kozma, ungherese, direttore dell'Agenzia telefonica ungherese
- Hugo Krüss, tedesco, direttore della biblioteca di Berlino
- Rodolfo LLopis, spagnolo, membro del Parlamento spagnolo
- Gabriela Mistral, cilena, docente a Santiago del Cile
- Georges Oprescu, romeno docente all'Università di Bucarest
- Ryzzard Ordynski, polacco, Presidente dell'associazione produttori cinematografici di Varsavia
- Gonzague de Reynolds svizzero, docente all'Università di Friburgo

in seguito accettarono di andare a comporre il Consiglio di Amministrazione dell'Istituto anche
- Louis Lumière, al quale fu attribuita la qualifica di membro onorario
- Carl Milliken, segretario della potente Associazione dei produttori cinematografici americani, che ccettò la carica benché gli USA non facessero parte della Società delle Nazioni[B 44].

Nel corso dei circa 9 anni di vita dell'Istituto vi fu una presenza effettivamente internazionale ai lavori, in quanto sino al 1936, anno in cui ormai l'I.C.E stava andando verso l'inerzia, si avvicendarono nel Consiglio esponenti del Belgio (1), della Germania (3), della Francia (2), della Gran Bretagna (3), dell'India (2), del Giappone (1), degli USA (2), del Cile (1), della Spagna (3), della Polonia (2), della Romania (1), dell'Ungheria (1) e della Norvegia (1).
Per una regola non scritta, nessun membro italiano, oltre al Presidente Rocco, entrò a far parte del Consiglio, anche perché Luciano De Feo ricoprì l'incarico di direttore generale dell'Istituto per tutti gli anni di vita dell'organismo.

Nel 1935, alla morte di Alfredo Rocco, gli successe quale Presidente sino a metà del 1937 il diplomatico Giacomo Paulucci De Calboli, cui seguì negli ultimi mesi dell'anno l'ex Ministro dell'educazione nazionale Balbino Giuliano.

## Le prime attività

### L'inaugurazione delle sedi romane
L'Istituto, di cui Luciano De Feo fu nominato direttore «per i meriti acquisiti nel suo Paese nel campo della cinematografia educativa», lasciando così l'incarico presso il "Luce", mosse i suoi primi passi operativi nell'edificio che era stato messo a disposizione del Ministero della Pubblica istruzione, la Villa Falconieri a Frascati, prestigiosa sia per il suo valore artistico che per una storia di legami internazionali. Questa sede iniziale fu solennemente inaugurata il 5 novembre 1929 con una cerimonia alla quale, a testimoniare l'importanza attribuita all'evento, intervennero sia il re che Mussolini, il quale, nel suo discorso classificò il cinema quale "terza scoperta" che, dopo quella dei caratteri mobili per la stampa e quella della camera oscura, era in grado di rivoluzionare universalmente il modo di comunicare.

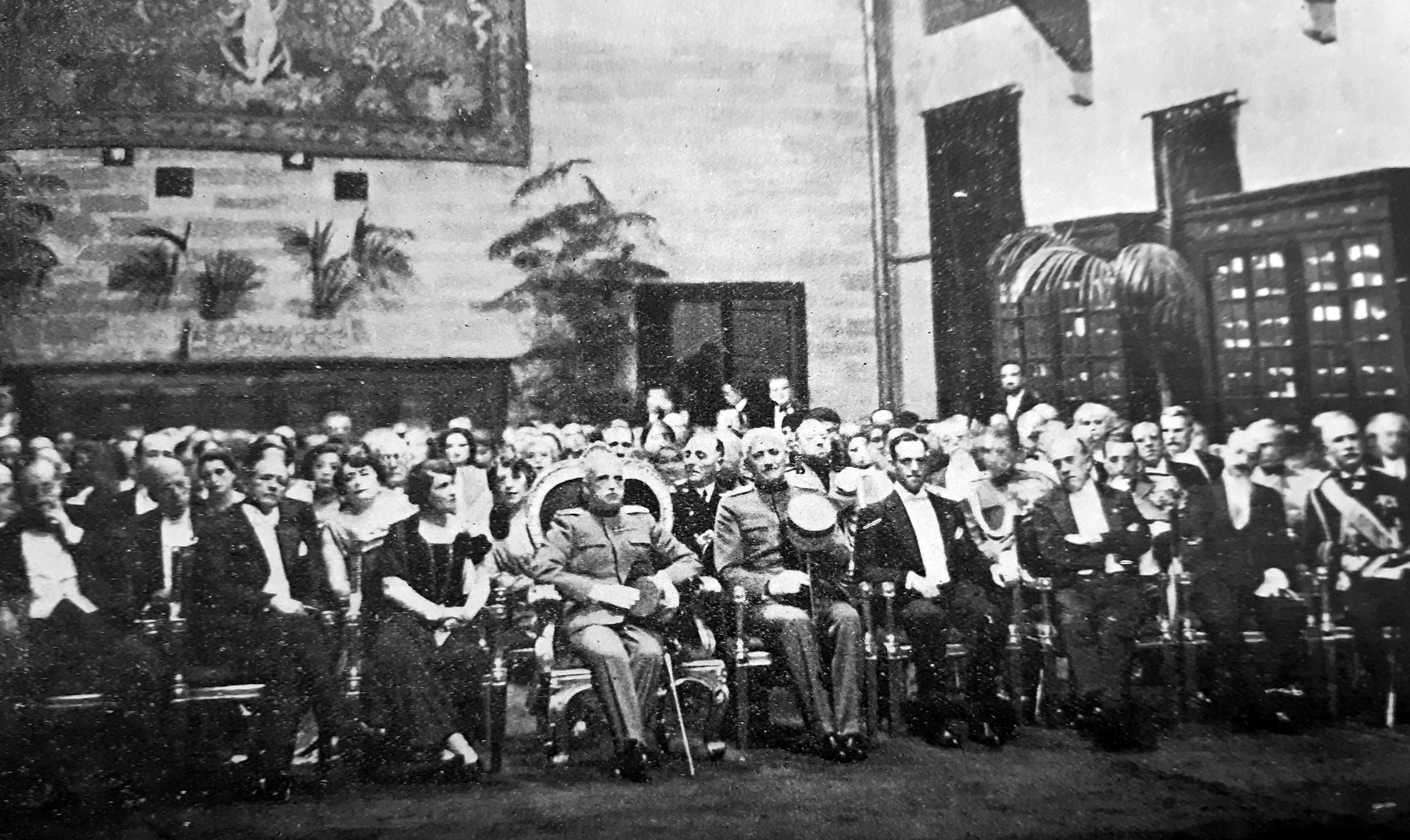
Alla presenza del re si inaugura la seconda sede dell'I.C.E. a Villa Torlonia, 1930

Tuttavia, pochi mesi dopo, all'Istituto fu concessa una "dépendance" della Villa Torlonia, separata dalla residenza privata della famiglia Mussolini, e, ben presto, quella di Roma ne diventò l'unica sede operativa mentre la Villa Falconieri fu abbandonata. Questo comportò una seconda inaugurazione della nuova sede che si svolse il 29 marzo 1930; anche in questo caso, vi fu l'intervento del re e partecipò il vice segretario generale della S.d.N, Auguste Dufour-Féronce il quale dichiarò che «l'Istituto oggi è ormai diventato, a livello internazionale, il punto di riferimento per tutti coloro che riconoscono a qual fine utile ed istruttivo possa servire il film».

### Organizzazione dell'ufficio e raccolta dati
Sin dalle prime iniziative si ebbe cura di dimostrare che l'Istituto aveva effettivamente quel carattere di internazionalità che ci si era impegnati a garantire, sia nella composizione del Consiglio di amministrazione (v. riquadro), sia nella scelta dei dipendenti, con più della metà dei 25 assunti di provenienza non italiana. Non appena organizzato l'ufficio, ci si pose innanzitutto il compito di raccogliere dati sulla realtà internazionale del film educativo, compresa una ricerca sulle norme relative alla censura in vigore nei vari Paesi (in un anno la documentazione raccolta arrivò a comprendere 63 Stati); furono inoltre avviati contatti per inventariare tutti coloro che, a vario titolo, si occupavano a livello mondiale della materia, che portò ad identificare quasi 9.000 soggetti. Per una struttura abbastanza piccola, il lavoro fu imponente, con 39.000 lettere inviate ed 11.500 documenti e pubblicazioni ricevuti da 51 Stati, la costituzione di una biblioteca e di una emeroteca con 460 testate edite nel mondo – poi diventate 740 ed in seguito quasi 1.000 – e l'allestimento in un salone della Villa di una sala attrezzata alla proiezione di pellicole sonore, grazie a donazioni ricevute dalla "General Electric" e dalla "Zeiss-Ikon". Inoltre nei primi mesi si avviò un'inchiesta sul cinema didattico inviando 200.000 questionari in scuole di 10 Paesi, ottenendo circa 20.000 risposte.

### Iniziative ed accordi diplomatici
Le modalità con cui l'Istituto era nato avevano creato molta diffidenza nei suoi confronti ed il primo obiettivo che il direttore De Feo si pose fu quello di rassicurare gli interlocutori nei vari Paesi. Per questo egli intraprese una serie di viaggi diplomatici che lo portarono nell'aprile 1929 in Germania e Svizzera e nel gennaio del 1930 negli Stati Uniti; inoltre si recò più volte in Francia per incontrare coloro con i quali i rapporti erano più delicati e, in particolare, proprio i dirigenti di quell'Istituto Internazionale di Cooperazione Intellettuale che aveva aspirato a diventare ciò che era adesso l'organismo romano. Il risultato di questa "offensiva diplomatica" furono una serie di accordi di collaborazione e di scambio di informazioni con enti ed organismi basati sul principio enunciato da De Feo, di «non voler invadere il terreno altrui e di non volersi occupare che di argomenti da approfondire e che l'Istituto è idoneo a risolvere nell'interesse di tutti».
| ENTRATE                                                                    |           |
| Sovvenzione ordinaria Italia                                               | 600.000   |
| sovvenzione straordinaria Italia                                           | 490.000   |
| sovvenzione Polonia                                                        | 30.000    |
| sovvenzione Ungheria                                                       | 25.000    |
| sovvenzione Romania                                                        | 15.000    |
| proventi da abbonamenti                                                    | 20.000    |
| proventi vari                                                              | 6.000     |
| TOTALE PROVENTI                                                            | 1.186.000 |
| USCITE                                                                     |           |
| funzionamento Organi                                                       | 110.000   |
| personale dipendente                                                       | 816.000   |
| viaggi                                                                     | 25.000    |
| spese d'ufficio                                                            | 133.000   |
| spese promozionali e rappr.za                                              | 90.000    |
| varie impreviste                                                           | 12.000    |
| TOTALE ONERI                                                               | 1.186.000 |
| FONTE: Journal Officiel della Società delle Nazioni, febbraio 1930, p. 126 |           |

Un altro sistema con cui l'Istituto riuscì a diffondere serenità verso il suo operato fu la costituzione di Comitati nazionali per il cinema educativo che a fine del 1932, erano già presenti in Francia, Germania, Paesi Bassi, Cecoslovacchia, Svezia, Cina, Cile, Romania, Argentina, India e Filippine, mentre altri erano in corso di costituzione in Spagna, Giappone e Brasile. I rapporti con la Francia restarono ancora tesi per qualche tempo, dato che presso l'Istituto di Parigi continuava a funzionare una Commissione dedicata al cinema d'insegnamento, sino a che nel 1931 venne ospitato a Roma per una conferenza il regista e dirigente della "Chambre Syndacale" Jean Benoît-Lévy, seguita nel 1933 da una visita di George-Michel Coissac, uno dei principali esperti transalpini di cinema educativo, che diede giudizi entusiastici dell'attività dell'Istituto definito, tra l'altro, «meravigliosamente diretto e perfettamente organizzato».

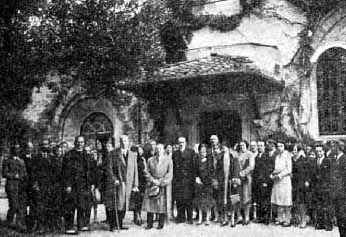
Il segretario generale della società delle Nazioni Drummond in visita alla sede dell'ICE, Roma, Villa Torlonia, 1929

## Finanziamento e bilanci
Come previsto nella proposta italiana approvata dalla Società delle Nazioni, i costi dell'Istituto furono, per tutti gli anni della sua esistenza, quasi completamente a carico dell'Italia, come evidenziato dal bilancio 1932 (v. Tabella 1), nel quale compare per la prima volta un aumento sino a lire 1.091.000 rispetto all’iniziale sovvenzione di 600.000, che poi resterà negli anni seguenti. Inizialmente il contributo italiano, applicando lo stesso metodo con cui si era finanziato l'avvio del"Luce", venne ripartito tra diversi Enti pubblici e privati preesistenti, ma questa soluzione fu causa di non poche difficoltà, per cui a partire dall'esercizio 1931 il costo dell'Istituto fu posto a carico del bilancio del Ministero degli Esteri.
Furono molto pochi i Paesi che si affiancarono all'Italia nel contribuire ai costi dell'Istituto, e per somme modeste. Nel corso della sua esistenza, infatti, esso ricevette sin dall'inizio il finanziamento di 15.000 lire dalla Romania; in seguito, dal 1930 Ungheria e Polonia si impegnarono per contributi annuali rispettivamente di 25.000 e di 30.000 lire, mentre nello stesso anno dalla Svizzera pervenne una somma "una tantum" di 1.000 franchi. Infine nel 1934 la Francia, in previsione del Congresso di Roma, assegnò un contributo, anch'esso "una tantum", di 50.000 Franchi. In conclusione quindi, nonostante alcuni appelli della stessa S.d.N., furono soltanto 5 i Paesi che, più o meno assiduamente, parteciparono agli oneri di finanziamento dell'I.C.E., e l'importo complessivo di tali contributi non raggiunse neppure l'1 per cento del bilancio dell'Istituto.

## La convenzione doganale

### Lavoro preparatorio
Dopo i passi d'avvio iniziale, la prima iniziativa di rilievo con cui l'Istituto dovette misurarsi riguardò un accordo internazionale per esentare dai diritti doganali le pellicole aventi carattere educativo e didattico, al fine di eliminare una delle barriere che più si frapponevano alla loro circolazione; l'organismo romano veniva così messo alla prova nel dare corso ad una richiesta diffusa, che era anche stata oggetto di uno dei voti finali del Congresso di Parigi del 1926.

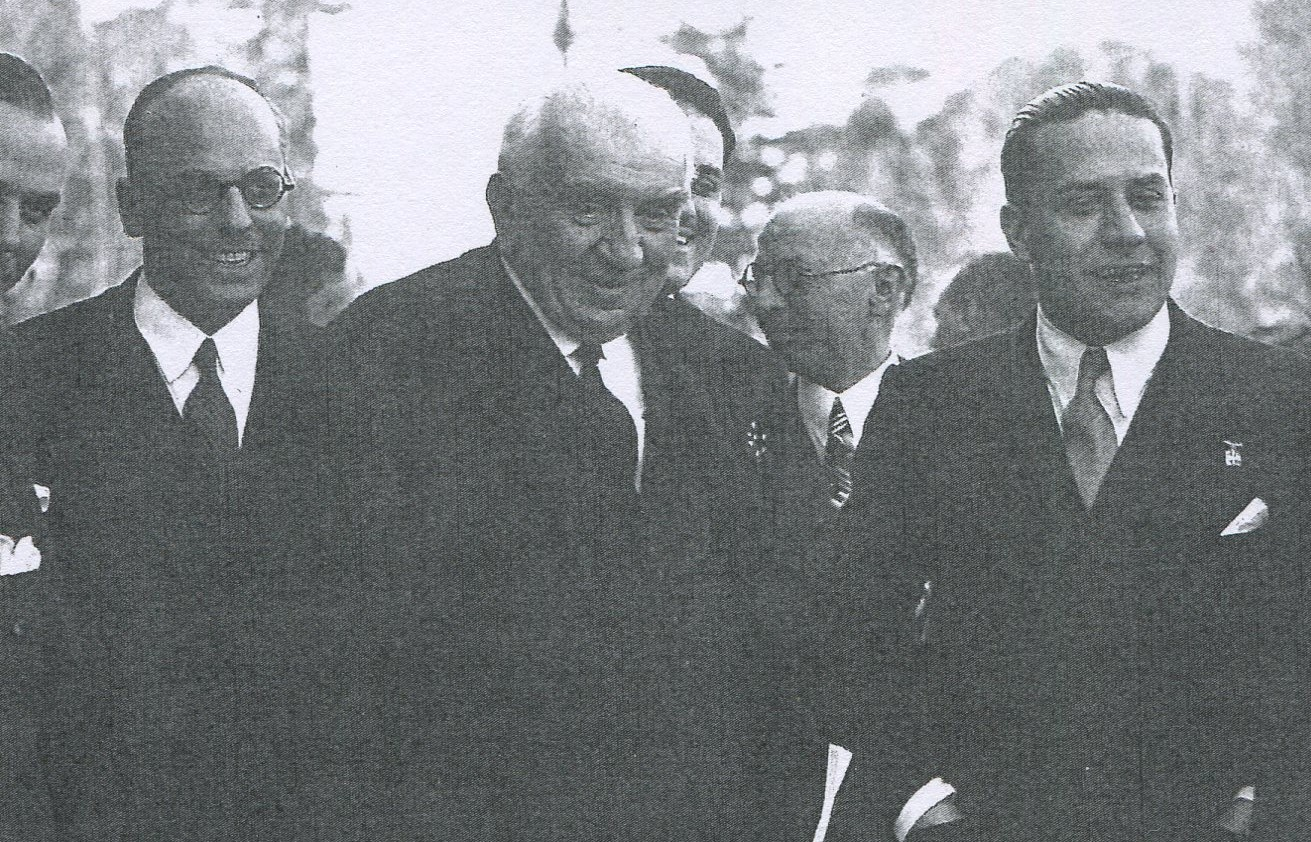
Il direttore dell'ICE, Luciano De Feo, Louis Lumière e Galeazzo Ciano, durante un incontro presso la sede dell'Istituto, Roma, Villa Torlonia, 1933

La complessità della materia comportò un impegno preparatorio di quasi un anno, che sfociò dapprima in uno studio sulla legislazione vigente nei vari Paesi, realizzato nell'ottobre 1929, seguita da una riunione a Ginevra nel dicembre dello stesso anno, da cui scaturì la stesura di uno schema di accordo, completato nel gennaio del 1930. Il testo della convenzione venne presentato il 20 maggio 1930 in occasione della 59ª sessione del Consiglio della S.d.N. dal membro italiano – che in quel momento era Dino Grandi – il quale precisò che dagli studi compiuti si era ritenuto opportuno proporre una esenzione totale, piuttosto che una riduzione tariffaria; inoltre veniva individuato nell'I.C.E. il soggetto abilitato a definire una classificare come "educativa" e, come tale, meritevole del vantaggio fiscale.

### La conferenza diplomatica, Ginevra 1933
La prima stesura della proposta fu oggetto di numerose osservazioni, tanto che si rese necessario predisporre un secondo schema di accordo e trascorsero oltre 2 anni perché la Società delle Nazioni potesse nuovamente occuparsi nell'ottobre 1932 della questione; in quella occasione fu finalmente dato via libera alla convocazione di una Conferenza diplomatica, che si svolse a Ginevra dal 5 all'11 ottobre 1933: in quella sede fu approvato in via definitiva il testo della "Convenzione intesa a facilitare la circolazione delle pellicole educative", nella quale veniva confermato il ruolo dell'I.C.E. quale soggetto "certificatore", su cui si reggeva tutto il meccanismo di esenzione.
Nel corso dei 4 anni di intenso lavorio diplomatico che furono necessari per arrivare all'approvazione della convenzione si erano, ancora una volta, delineati gli schieramenti che accompagnavano l'Istituto sin dalla sua nascita: sostegno alla convenzione da parte della Germania e degli Stati Uniti, difficoltà e resistenze da parte della Francia e, in questo caso, della Gran Bretagna. Come per tutti i trattati internazionali, anche per l'accordo sul cinema educativo era previsto un periodo entro il quale i vari Stati lo avrebbero dovuto ratificare, cosicché i risultati della Conferenza di Ginevra, per quanto importanti, non ebbero attuazione immediata.

### Entrata in vigore
Fu nel gennaio 1935, ad oltre 5 anni dall'avvio dell'iniziativa, che la convenzione internazionale per eliminare le barriere doganali per i film di carattere educativo entrò finalmente in vigore: a quel punto risultava ratificata da 31 Stati, ma ormai anche le tensioni internazionali si erano fortemente acuite; comunque l'I.C.E. iniziò a valutare le prime 143 pellicole sottoposte al suo esame, che dovevano soddisfare alcuni requisiti previsti dall'accordo quali l'avere come argomento la Società delle Nazioni, oppure essere destinati alla didattica, alla formazione professionale, avere contenuti scientifici, di igiene, salute o previdenza sociale, ma non riuscì mai a pubblicare un catalogo dei film educativi a cui stava lavorando da tempo proprio in vista della Convenzione.

## Unificazione del formato ridotto
Il cinema educativo era basato in grandissima parte su pellicole di formato ridotto, più facili da utilizzare anche da meno esperti rispetto a quelle di 35 mm del cinema spettacolare. Ma all'inizio degli anni trenta erano diversi i formati con cui le varie aziende producevano i film didattici ed attorno a questa differenza ruotavano forti interessi che contrapponevano principalmente la francese "Pathé", che utilizzava il 17.5 mm. (ma disponeva anche del sistema "Pathé Baby" da 9,5 mm) e l'americana "Kodak", che produceva il 16 mm e l'8mm. Poiché queste differenze erano un forte impedimento alla libera circolazione del cinema di educazione l'Istituto si propose sin dai suoi inizi di operare per una standardizzazione dei formati delle pellicole.

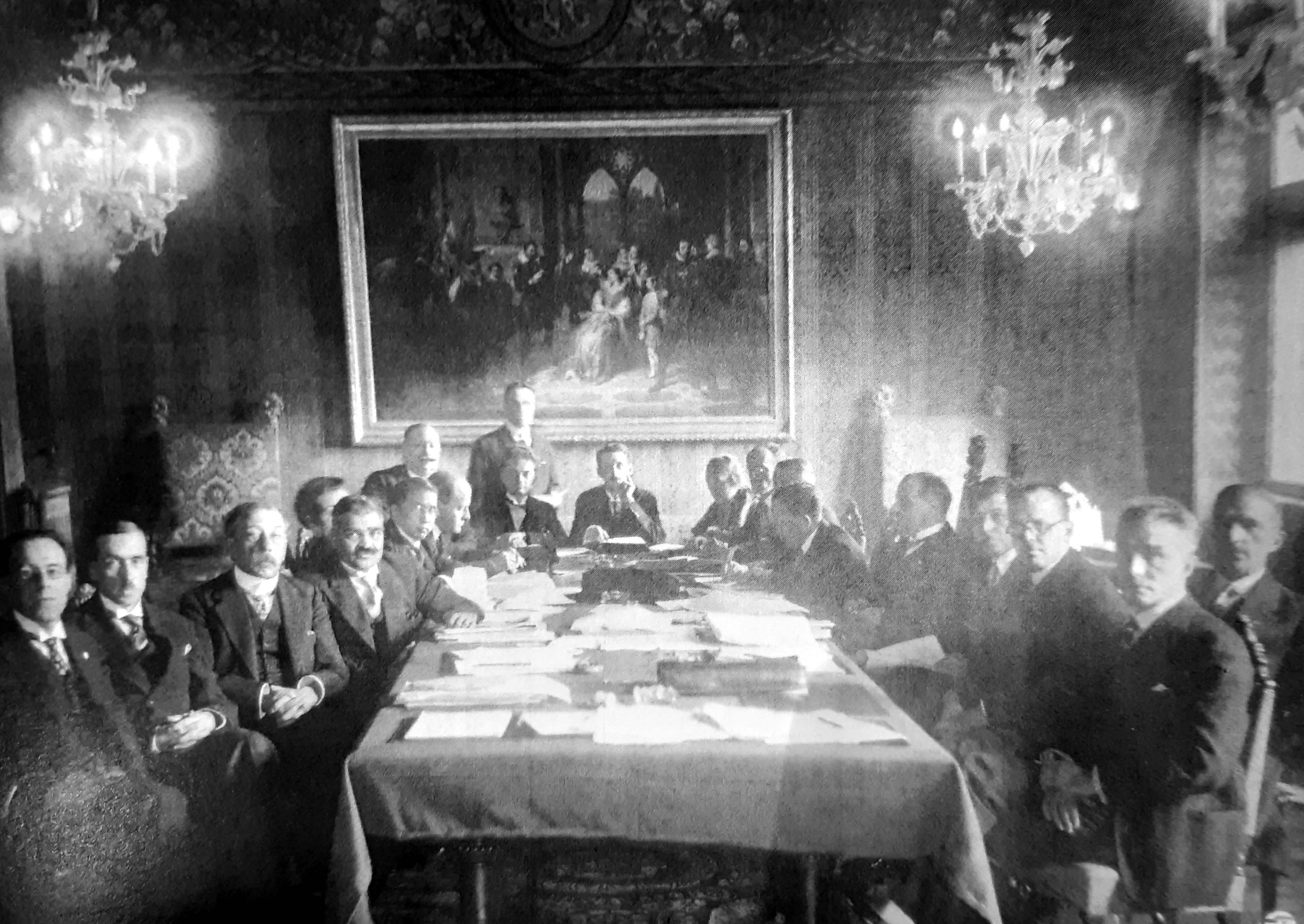
Il Consiglio di amministrazione dell'Istituto internazionale per la cinematografia educativa della S.d.N. riunito per una seduta plenaria, Roma, Villa Torlonia, 1934

La forza degli interessi commerciali in gioco rese difficile trovare un'intesa e per alcuni anni lo scontro proseguì sino a quando la "Kodak" segnò un importante punto a suo favore allorché nel 1933 la tedesca "Agfa" decise di propendere per il 16 mm. Nei vari appuntamenti internazionali, dal Congresso di Parigi, a quello di Basilea, così come in altri che s'erano svolti a Vienna (1931) ed a L'Aia (1932), e neppure con il Congresso internazionale di Roma del 1934, si riuscì a dirimere la questione ed i francesi continuarono a sostenere la superiorità tecnica del formato 17,5 vantandone una maggiore nettezza di immagine ed una migliore riuscita del suono.
Tuttavia, anche se il congresso romano non aveva deciso alcunché, sull'onda del suo successo venne nominato un comitato tecnico ristretto la cui presidenza fu affidata a De Feo: si arrivo così il 28 maggio 1934 ad un accordo siglato in un incontro a Baden-Baden con il quale "Pathé" accettò il 16 mm in cambio di compensazioni economiche da parte della "Agfa" e della "Kodak", poi confermato da un successivo incontro di Stresa del giugno 1934 che condusse a definire il formato 16 mm come "formato I.C.E.". Critiche all'Istituto, mediatore dell'accordo, arrivarono ancora dalla Francia, con l'accusa di fornire informazioni scorrette. La questione, poiché riguardava argomenti di natura industriale, non approdò mai a Ginevra, ma fu risolta definitivamente solo nel 1936, quando a Budapest in un incontro internazionale ISA si stabilì che il sistema USA a 16 mm. era quello standard del formato ridotto, esprimendo un riconoscimento all'I.C.E. per l'impegno profuso nella soluzione.

## Le prime Mostre del cinema di Venezia
L'Istituto Internazionale per il cinema educativo ebbe un ruolo decisivo nei primi passi della Mostra del cinema di Venezia e ne fu, limitatamente alle due prime edizioni (1932 e 1934) ancora biennali, uno dei principali soggetti organizzatori: indispensabili a tale fine furono i contatti internazionali che erano stati costruiti nei primi anni di attività, come riconosciuto anche da Antonio Maraini, segretario generale della Biennale.

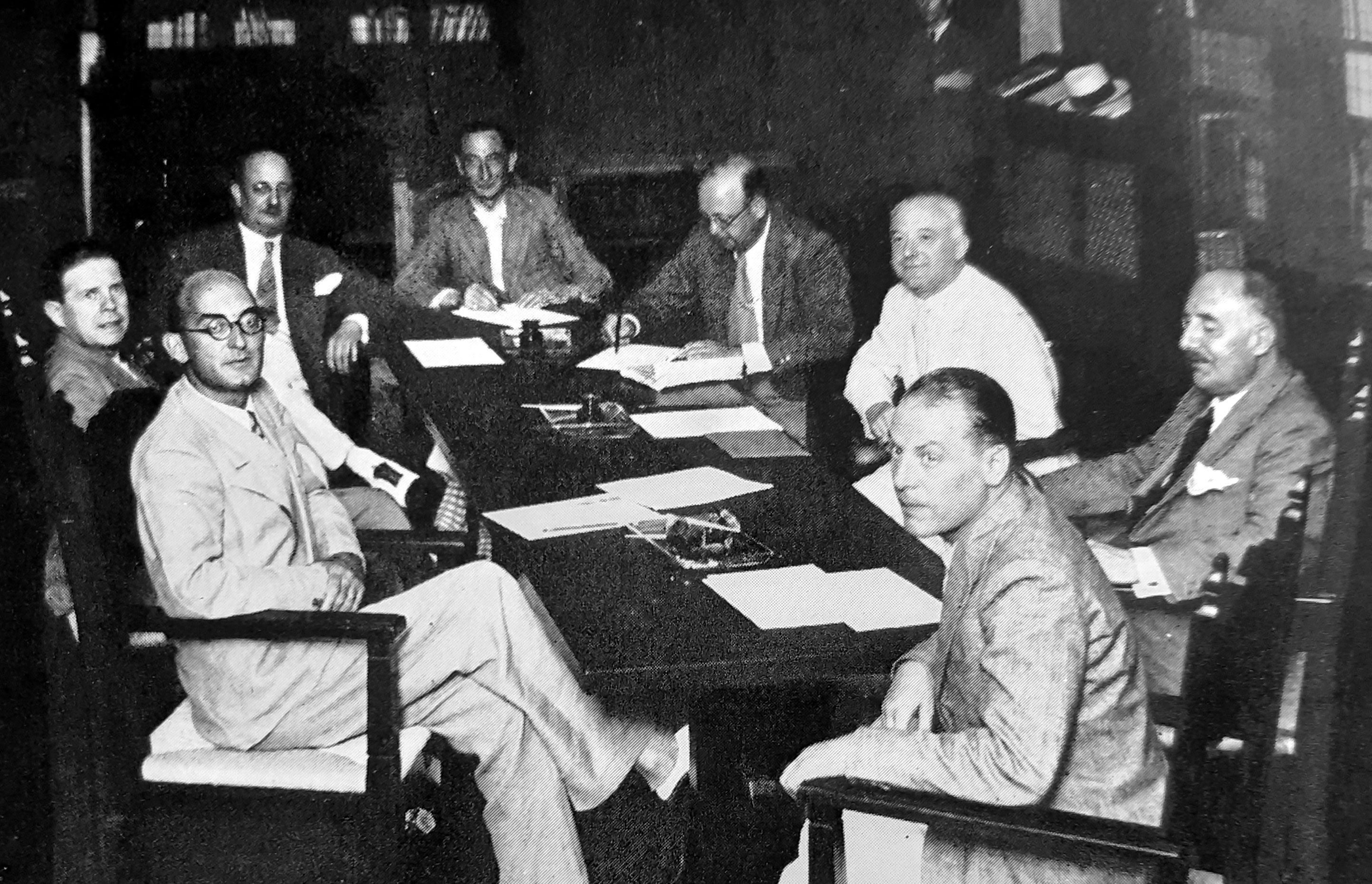
La commissione selezionatrice della prima Mostra del cinema di Venezia (1932), organizzata con l'apporto dell'ICE, il cui Direttore, Luciano De Feo, è il secondo da sinistra

### L'I.C.E. e la nascita della Mostra
Più di vent'anni dopo Luciano De Feo rievocò l'impegno dell'Istituto nella manifestazione veneziana, «nata garibaldinamente con coraggio, volontà ed audacia, [...] senza bilancio, senza sovvenzioni, senza contributi, solo per servire una nobile causa», affermando di averla ideata dopo suoi viaggi in U.S.A. ed in U.R.S.S.. Nelle intenzioni dei promotori si univano la volontà di dar vita ad un evento in cui il cinema fosse, nonostante molti pregiudizi, da considerarsi finalmente un'arte, con le esigenze di rilancio turistico della città lagunare, che stavano particolarmente a cuore alla C.I.G.A. di Giuseppe Volpi, il quale riconobbe il ruolo fondamentale svolto dall'Istituto per concepire e rendere possibile la manifestazione.
Anche in questo caso il contributo dell'I.C.E. mirò a garantire uno spirito di apertura internazionale, con scarsa presenza di pellicole di produzione italiana (peraltro non ancora uscita appieno dalla crisi che l'aveva quasi azzerata negli anni venti), e con la difesa della libera espressione, per cui i film furono presentati senza applicare la rigida censura vigente al tempo in Italia, vennero proiettati in edizione originale senza doppiaggio, e – almeno per la Mostra del 1932 –senza prevedere alcun premio, soluzione che fu poi rivista nel 1934, quando l'Istituto fu coinvolto nella scelta dei riconoscimenti attribuiti. Questa relativa libertà causò a De Feo non pochi grattacapi quando nel 1934 fu bruscamente convocato a Roma da Mussolini cui erano giunte voci di protesta per le scene di nudo femminile, considerate troppo "spinte", del film Estasi. L'I.C.E. cessò di avere un ruolo rispetto alla Mostra quando, ad iniziare dall'edizione del 1935, il regime, vistone il successo, si appropriò della manifestazione.

### Critiche e consensi
Nella prima edizione della Mostra di Venezia il cinema educativo fu del tutto assente, mentre nella seconda fu inserita soltanto una rassegna di pellicole a passo ridotto curata da Francesco Pasinetti e tutto questo attirò nei confronti dell'I.C.E. e del suo direttore aperte critiche, anche in questo caso espresse con grande vigore soprattutto in Francia. Si protestò infatti che la manifestazione fosse indetta sotto l'egida di un Istituto che «se non andiamo errati dovrebbe dedicarsi al film educativo e didattico; ci sembra dunque che il cinema spettacolare non c'entri nulla col suo programma. Secondo noi ci vorrebbe alla Biennale un'importante sezione per il cinema scientifico, forse non giustificherebbe l'invasione del Lido di una folla così elegante, ma sarebbe meglio, più serio e più utile per gli studiosi».
Qualche critica, seppur meno aspra, venne avanzata anche in Germania, poiché il ruolo dell'Istituto a favore della Mostra di Venezia venne considerato «poco coerente con il suo mandato e dispersivo rispetto ai tanti compiti che l'Istituto deve svolgere». Le critiche furono tuttavia attenuate dal fatto che durante la preparazione della Mostra del 1934 si era svolta una riunione congiunta tra il Consiglio di amministrazione dell'I.C.E. ed i dirigenti della Biennale, alla quale parteciparono esponenti di primo piano della cinematografia internazionale.

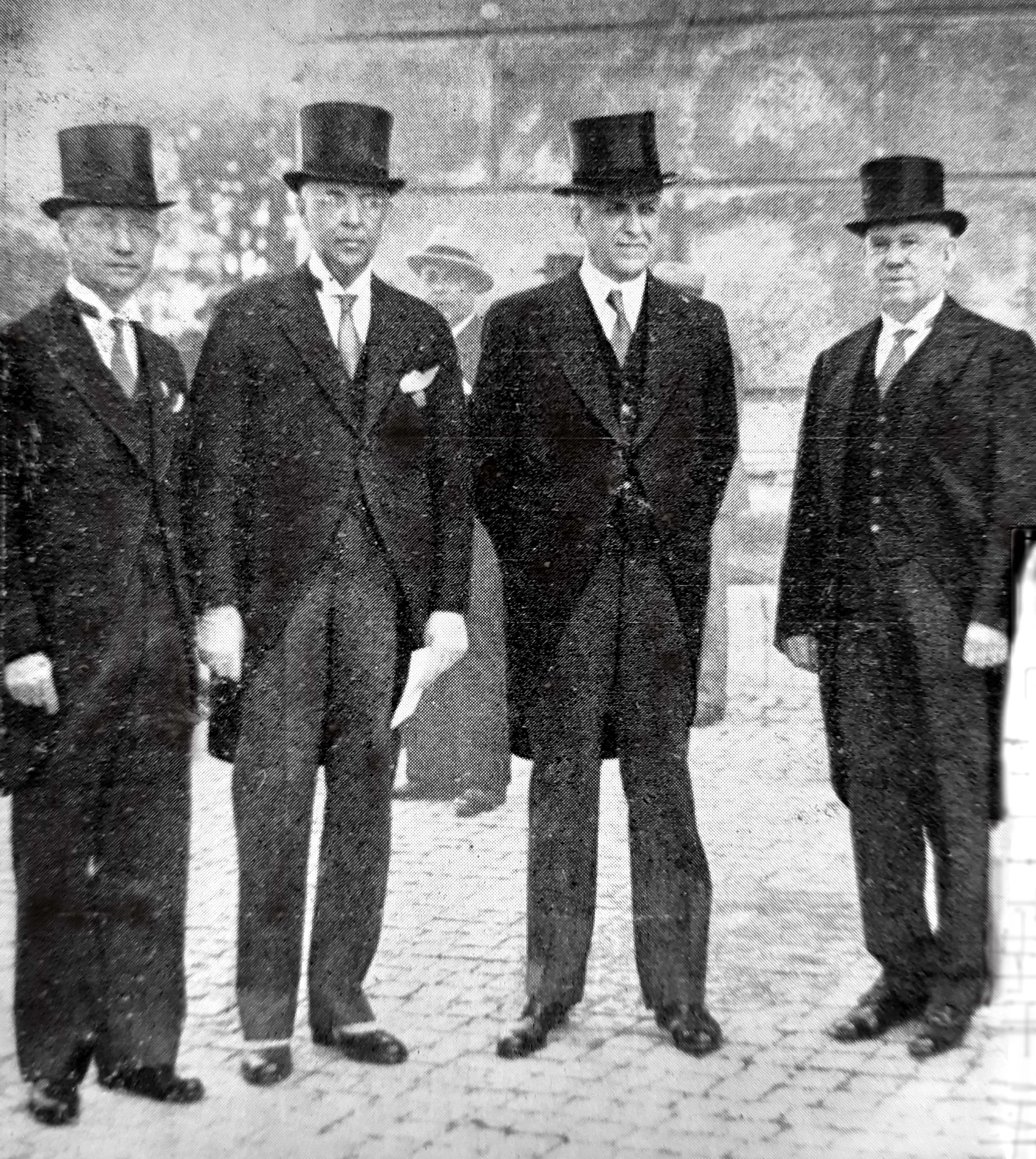
Al Congresso internazionale sulla cinematografia educativa prese parte anche la delegazione degli Stati Uniti, nonostante che quel Paese non facesse parte della Società delle Nazioni

## Il Congresso internazionale di Roma, 1934
Dal 19 al 24 aprile 1934 l'I.C.E. organizzò a Roma un Congresso internazionale che, nelle intenzioni, doveva essere il momento culminante delle attività sviluppate dall'Istituto, cioè «una necessaria conseguenza della sua quinquennale fatica», anche perché il Congresso di Berlino, previsto per il 1928 come prosecuzione di quello di Parigi, non si era più tenuto. Nonostante alcune assenze, tra le quali quelle dell'URSS (che peraltro nello stesso anno fu presente alla Mostra di Venezia) e del Giappone, che nel 1933 aveva abbandonato la Società delle Nazioni, l'evento costituitì per l'Istituto un successo.

### Discussioni e propaganda
Nel corso dell'assise internazionale si mescolarono abilmente lavori congressuali ed occasioni di esaltazione propagandistica delle opere del regime. L'inaugurazione dei lavori fu nuovamente segnata dall'intervento di Mussolini che venne definito anche da commentatori liberi da esigenze celebrative «un discorso di analisi dello schermo che raramente abbiamo sentito così obiettivo e preciso, non una parola fuori posto in un soggetto magistralmente trattato in dieci minuti».
I congressisti si divisero in 3 sezioni (cinema ed insegnamento, cinema ed educazione, aspetti internazionali del cinema), a loro volta articolate in un complesso di 12 commissioni. Per la preparazione di questo considerevole lavoro erano stati predisposti due "dossier" (Cinema ed insegnamento e cinema ed educazione) di centinaia di pagine ciascuno. Tra le decine di comunicazioni che affollarono i lavori del Congresso ebbero un particolare risalto quelle della terza sezione perché fu in quella sede che si affrontò il delicato tema della diffusione del cinema nei paesi colonizzati concludendo che era «essenziale vigilare affinché le pellicole diffuse nei vari paesi non possano esercitare un'influenza pericolosa e diffondere convinzioni erronee sullo stato della civiltà». Dal punto di vista tecnico i voti congressuali manifestarono una preferenza per il cinema muto, nonostante il sonoro si fosse ormai da alcuni anni generalmente diffuso.

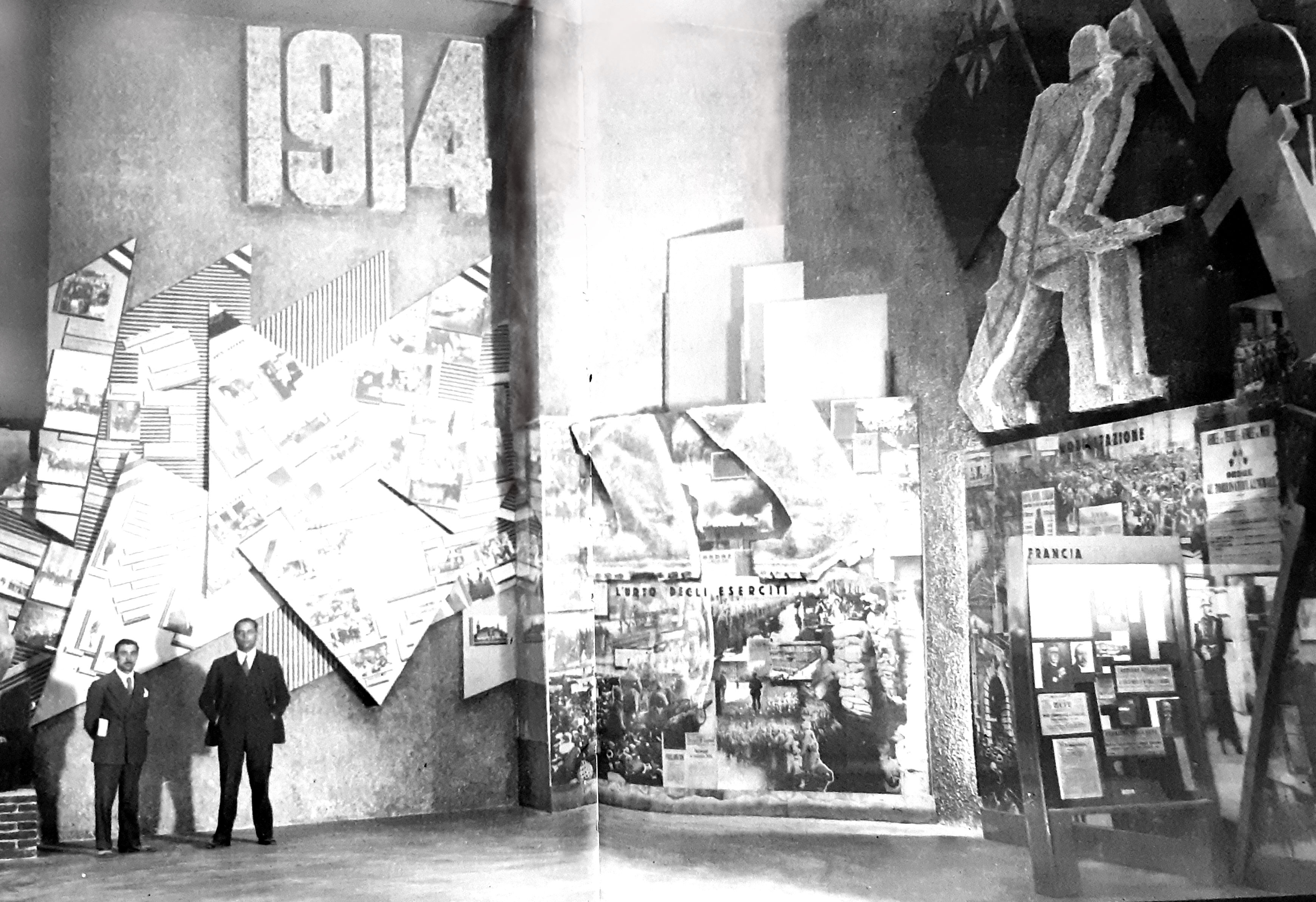
Una sala della Mostra della rivoluzione fascista, 1934, che fu inserita nel programma di visite per i partecipanti al Congresso internazionale di Roma sulla cinematografia educativa

L'occasione della presenza di così tanti esponenti di enti ed istituzioni stranieri fu pienamente colta dal regime per vantare le sue opere, dedicandovi 2 intere giornate congressuali. La prima di esse fu una visita alla Mostra della Rivoluzione fascista offerta a tutti i congressisti; la seconda fu l'organizzazione di un viaggio alle nuove città di Littoria e di Sabaudia (che era stata appena inaugurata una settimana prima), frutto dei progetti di bonifica delle Paludi Pontine. Il significato propagandistico di questi due eventi fu anche sancito da un cinegiornale del "Luce" che venne appositamente realizzato.

### Conclusioni del Congresso
Sia i commentatori contemporanei che quelli successivi hanno riconosciuto che Il Congresso di Roma rappresentò un successo per l'I.C.E.; ma esso fu anche il culmine oltre il quale l'azione dell'Istituto andò declinando non solo per il progressivo guastarsi dei rapporti internazionali, ma anche per la volontà di fare altro. Infatti, in una sorta di bilancio conclusivo lo stesso De Feo scrisse che con i risultati del Congresso «l'Istituto ritiene di aver svolto il suo compito [...] oggi si impone una svolta nel lavoro e ricercare vie nuove per il cinema. Oggi sta ai governi attuare le vie segnate che, se non saranno raggiunta, almeno l'I.C.E. non avrà mancato al proprio dovere».
Il cambio di indirizzo che seguì al Congresso di Roma fu evidente: sempre meno attenzione al cinema educativo in senso stretto e spazio crescente ai temi del cinema in generale, come già era accaduto con la Mostra di Venezia e come testimoniato dalla trasformazione della Rivista del cinema educatore in Intercine. Con l'aumento delle tensioni internazionali dovute alla guerra Etiopica ed in seguito alla Guerra civile spagnola venne meno anche quel senso di terzietà che era stato sino ad allora una costante preoccupazione dell'Istituto; tanto che lo stesso Luciano De Feo abbandonò per diversi mesi il suo incarico per recarsi a dirigere quanto di più propagandistico c'era in quel momento, cioè il reparto cinematografico dell'"Istituto Luce" impegnato ad esaltare le imprese dei militari italiani in Africa Orientale.

## Le pubblicazioni internazionali

### LaRivista internazionale del cinema educatore
Nel luglio del 1929 uscì il primo numero del mensile dell'Istituto denominato Rivista internazionale del cinema educatore, pubblicata in 5 lingue, italiano, francese, inglese, tedesco e spagnolo, che fu per oltre 6 anni, sino al dicembre 1934, lo strumento principale con cui l'I.C.E. comunicò con l'esterno il suo progetto culturale.

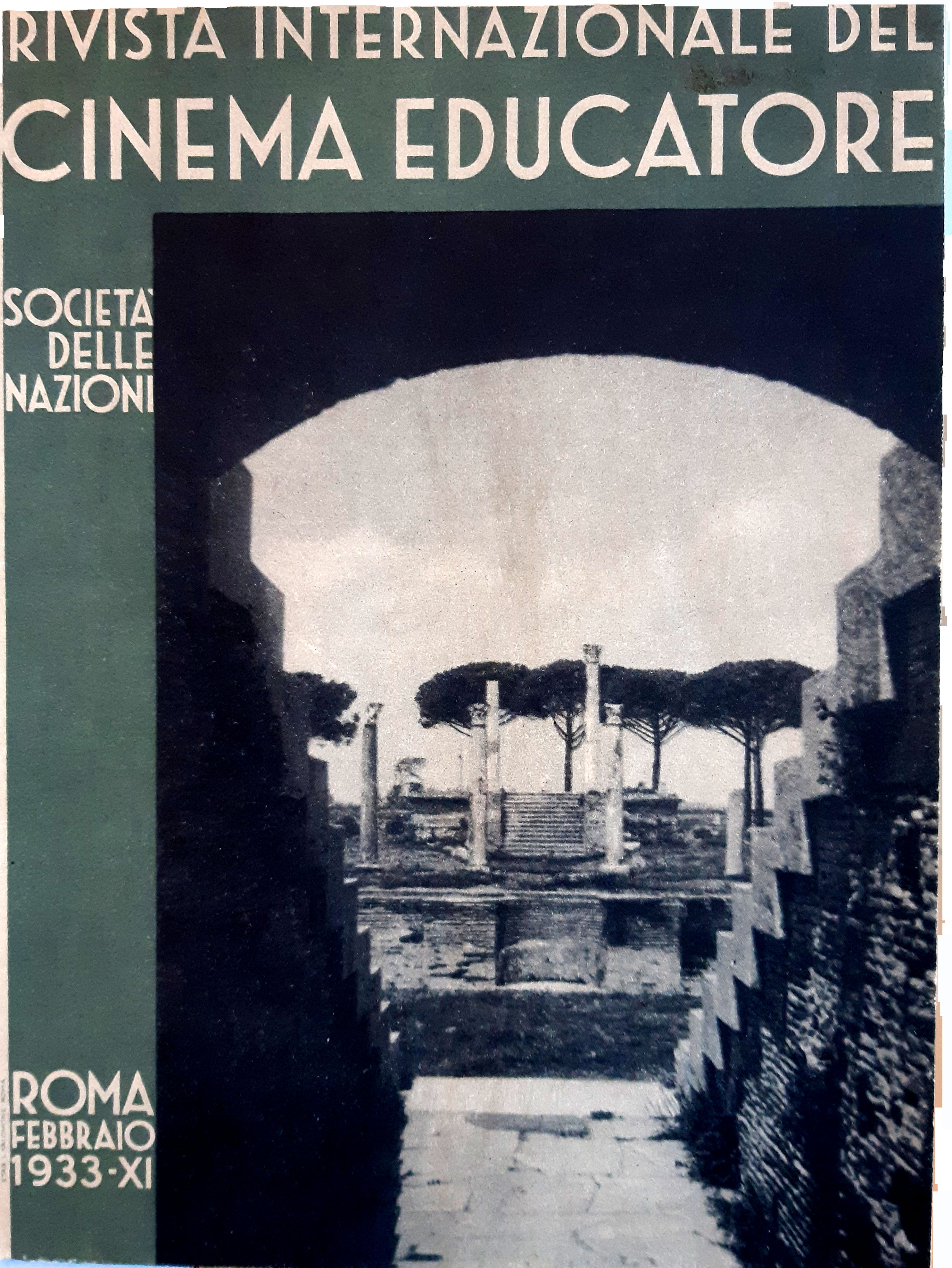
La Rivista internazionale fu dal 1929 al 1934 il mensile dell'Istituto edito in 5 lingue

La Rivista era, in sostanza, la concreta attuazione di quello strumento di collegamento informativo che molti avevano richiesto in occasione dei congressi degli anni precedenti e, nonostante le difficoltà ed i costi derivanti dal grande lavorio di traduzione necessario per editare le 5 versioni, uscì sempre con regolarità. Il mensile ebbe sin da subito un considerevole successo, tanto che le sue 130 pagine per fascicolo non bastarono mai ad ospitare tutto il materiale che l'Istituto riceveva: la sua tiratura iniziale fu di 5 000 copie, di cui 4.600 distribuite gratuitamente a personalità Enti, istituzioni e strutture educative.
Nei circa 6 anni in cui visse, si occupò di una vasta quantità di temi, ospitando contributi e saggi provenienti da molti Paesi, e garantendo quindi quel senso di apertura internazionale che era stato promesso dal governo italiano: vennero approfonditi sia aspetti tecnici, come l'inizio della cinematografia a colori, che scientifici (gli inizi della microchirurgia con telecamere, oppure l'applicazione della musicoterapia filmata); si approfondirono i rapporti tra le religioni (cristianesimo, buddhismo) ed il cinema e si pubblicarono ricerche sulle pellicole destinate ai minori, alle donne, alle minoranze linguistiche ed agli studenti universitari. Sul rapporto tra cinema e diffusione dell'attività sportiva fu pubblicato un intervento di de Coubertin, mentre sui futuri sviluppi del fenomeno cinematografico intervenne Louis Lumière. Inoltre vennero date alle stampe numerosi numeri monografici che illustravano le svariate esperienze che nel mondo erano in corso affinché il film fosse uno strumento per ampliare le conoscenze nei settori della agricoltura, dell'igiene, della medicina, della puericoltura,, del lavoro e della prevenzione degli infortuni, della censura e della didattica. Fu costante un'attenzione alle cinematografie di molti Paesi tra cui anche l'U.R.S.S., il Giappone, l'India, il Cile.
Tuttavia qualcosa cominciò a cambiare nel 1933, quando uscì un articolo sul cinema come «arte civilizzatrice della nuova Italia» che esaltava il ruolo del regime nel rilancio della produzione cinematografica italiana, seguito l'anno successivo da un saggio sull'attività della produzione tedesca nel quale si affermava che «nell'industria cinematografica della rinnovata Germania non esiste che un'unica volontà». Questi scivolamenti verso accenti di tipo propagandistico, assenti negli anni precedenti, furono il primo segnale di un cambio di rotta che ebbe conseguenze anche sull'attività editoriale dell'Istituto.

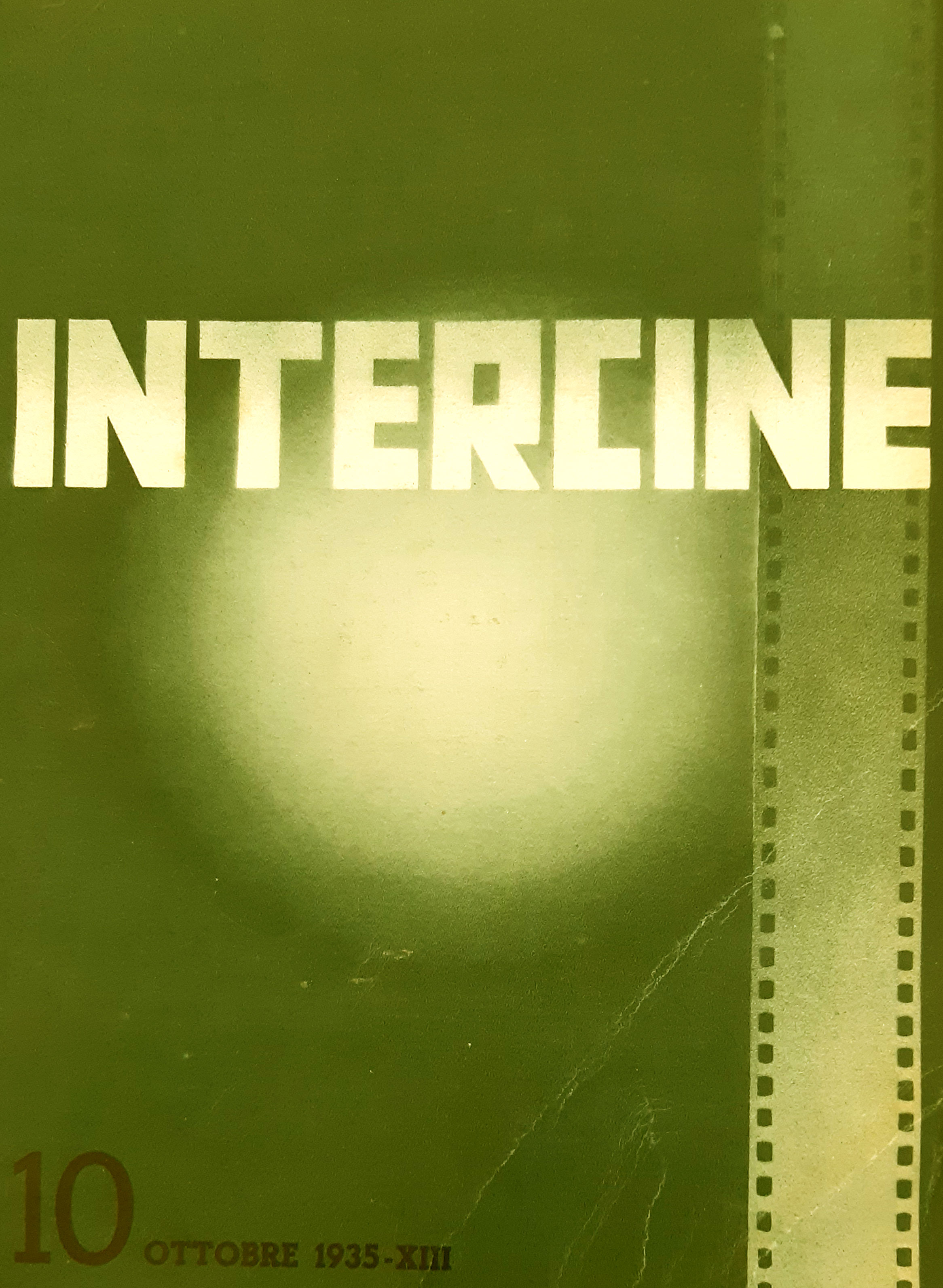
Copertina del mensile Intercine che fu pubblicato dall'I.C.E. solo nel 1935

### Intercine
All'inizio del 1935, dopo il Congresso internazionale di Roma, la Rivista internazionale cessò di essere pubblicata e fu sostituita da una nuova testata denominata Intercine, che rese esplicita la tendenza dell'Istituto ad occuparsi del cinema in generale, e non solo di quello educativo, ed infatti nel primo numero del nuovo mensile erano ospitati articoli sui rapporti tra Pirandello ed il cinema ed un commento di Arnheim sul film Nostro pane quotidiano. La modifica venne presentata come «l'avvio di una formula più vasta, cioè relativa a tutti i problemi intellettuali, artistici, tecnici e sociali del cinema».
Secondo De Feo, «la vecchia, tenace suddivisione del cinema in spettacolare ed educativo si è rivelata artificiosa ed inutile: si è capito che l'unica distinzione possibile è tra cinema buono e cinema cattivo e che il buon cinema è, in blocco, tutto educativo». Ma la decisione di trasformare la rivista suscitò non poco sconcerto, in quanto «non possiamo discutere i motivi di questo cambiamento, visto che non è stato comunicato alcun programma definito [e che] nel primo numero leggiamo articoli generici, firmati da nomi che poco c'entrano col cinema, tantomeno con quello educativo». Questa volta le proteste non arrivarono solo da parte francese, poiché vi furono altri che proposero di chiedere conto e chi sostenne che questa decisione unilaterale poteva mettere in crisi i rapporti di collaborazione, sino ad allora ottimi, tra le cinematografie dei vari Paesi. Tuttavia non solo la relazione sull'attività dell'Istituto nel 1935 venne approvata dalla S.d.N. senza obiezioni, ma la nuova pubblicazione ricevette aperti elogi da parte di altri organismi».
In ogni caso, le difficoltà finanziarie, ma anche il crescente disinteresse verso l'originaria missione dell'Istituto, portarono Intercine ad avere vita breve ed a durare solo un anno. Prima che l'ultimo numero uscisse nel dicembre 1935, già ad agosto fu pubblicata solo l'edizione italiana, con alcuni articoli in altre lingue, e negli ultimi 2 numeri nessun articolo si occupava più di cinema educativo. Inoltre, il mutato clima dei rapporti tra l'Italia e la Società delle Nazioni conseguente alla Guerra d'Etiopia comportò il venir meno di ogni remora, e sul periodico trovarono posto articoli di aperta propaganda del regime. Poi, nel 1936, il gruppo dei redattori di Intercine (ed anche della "Enciclopedia del cinema") seguirà De Feo nella nuova avventura del quindicinale Cinema, di cui l'I.C.E. risultò, sino a che visse, uno dei promotori benché la nuova testata avesse un'ottica esclusivamente italiana.

## L'Enciclopedia del cinema
Uno dei più importanti progetti al quale l'Istituto internazionale lavorò a lungo, sin dal 1929, fu la redazione di una "Enciclopedia delle Arti e della Tecnica cinematografica", che però non vide mai la luce. La sua uscita fu infatti più volte annunciata come imminente, ma il continuo afflusso di apporti da parte di oltre 300 personalità e tecnici di tutto il mondo, rese necessari continui aggiornamenti, sino a che il materiale disponibile diventò, rispetto alle attese iniziali, così imponente e di difficile gestione, oltre che di assai costosa pubblicazione, da provocare continui rinvii.
Il lavoro di redazione della "Enciclopedia" iniziò sin dal 1929, ma, rinvio dopo rinvio, solo nel marzo 1935 venne pubblicato su Intercine quello che avrebbe dovuto essere il definitivo "piano dell'opera", così articolato:
1.Generalità

Estetica generale

Meccanica generale

Ottica generale 

Chimica generale

Elettroacustica generale

Elettrotecnica generale

2.Classificazioni
generali

Storia ed evoluzione

Il cinema nei vari Paesi

Contenuto del film

Stile e mezzi di rappresentazione
- Film stereoscopico
- Film a colori
- Cartoni animati

Rapporti del cinema con

Film scientifico

Film educativo
3.Produzione

3.1.Preparazione del film

Pellicola vergine

Sceneggiatura

Colonna sonora

3.2.Riprese

Stabilimenti di produzione

Regia e regista

L'attore

Scenografia e scenotecnica

Luci

Trucco e costumi

Macchina da presa e suo impiego

- Inquadratura, distanza di presa, formati
- Fotografia
- Effetti speciali
- Movimenti della macchina da presa

Film sonoro, registrazione

Esterni
4.Lavorazione

Sviluppo e stampa

Montaggio, doppiaggio, didascalie

5.Diffusione

Noleggio

Televisione

6.Proiezione

Sala di proiezione

programma

Cabina di proiezione

Proiettore e suo uso

7.Legislazione, aspetti sociali, pubblico

8.Istituti ed organizzazioni
L'Istituto lavorò nella prima metà degli anni trenta anche ad un'altra Enciclopedia, di argomento medico-chirurgico, che nelle intenzioni avrebbe dovuto essere composta soltanto da materiale filmico. In questo caso il progetto era molto meno maturo e restò anch'esso irrealizzato. De Feo tornerà sull'argomento della scienza medica con l'attività editoriale da lui intrapresa nel dopoguerra.
Alla realizzazione della "Enciclopedia del cinema" lavorarono diversi collaboratori dell'Istituto, alcuni dei quali avranno in seguito ruoli di rilievo nella cinematografia italiana. quali Corrado Pavolini, Rudolf Arnheim (che nel 1938 fu costretto ad abbandonare l'Italia a causa delle leggi razziali), Giorgina Madia, Roberto Cavazzuti, lo storico del cinema e futuro direttore del C.S.C. Francesco Pasinetti, il futuro regista Gianni Puccini e il tecnico Ernesto Cauda che si era formato nel gruppo blasettiano della rivista cinematografo. Molti di essi costituirono il primo nucleo redazionale di Cinema. Nella sede dell'Istituto a Villa Torlonia ebbe un ruolo anche Nicola Bombacci.
Concepita inizialmente come un dizionario derivato da una iniziativa editoriale tedesca. essa andò via via mutando natura e nell'ottobre 1933 constava già di 2.000 pagine ed oltre 1.000 immagini. Si assicurava poi che entro quello stesso anno sarebbe stato possibile pubblicare la prima dedizione dell'opera, per la quale – non essendo bastevoli i fondi propri dell'Istituto – si annunciava un accordo con la casa editrice Ulrico Hoepli.
Ma nel 1934 l'opera non uscì e nel 1935 essa era diventata di 3.500 pagine, con 3.000 voci e 4.000 immagini, e veniva di nuovo descritta come «praticamente finita». Infatti in quell'anno veniva presentato il "piano dell'opera" (vedasi riquadro a lato) e si dava l'annuncio che essa «è nata! trasformata via via da dizionario tecnico a bilancio spirituale di una manifestazione della cultura contemporanea [...] ; In tutto saranno alcuni grossi volumi che rappresenteranno un'opera degna di restare». Anche stavolta, però, non successe nulla.
Poi, nel 1937, quando ormai la crisi dei rapporti tra Italia e Società delle Nazioni stava per arrivare al suo epilogo, si promise per luglio l'uscita del 1º volume, seguito rapidamente da altri 4: adesso le pagine erano diventate 4.000, con 15.000 immagini, ma anche in quell'anno non venne pubblicato niente. L'ultima volta in cui fu invano annunciata l'apparizione della "Enciclopedia del cinema" fu quando, nel 1938, De Feo previde, non più da direttore in quanto l'Istituto aveva chiuso, ma da ritrovato nazionalista, che «l'opera appassionata di centinaia di artisti, tecnici e scienziati, che sarà degna dell'Italia fascista, è in stampa con celerità e nel 1938 usciranno i primi 2 volumi di 1.000 pagine ciascuno».
Anche questo proclama non ebbe seguito perché l'opera non venne mai pubblicata, né è noto quale sorte abbiano avuto i lavori preparatori, i testi già pronti, le immagini ed i copiosi materiali raccolti in oltre 6 anni di lavoro, mai ritrovati; a tale proposito qualche storico del cinema ha avanzato diversi interrogativi sul destino di questa preziosa documentazione.

## Alla scoperta della televisione
Nell'ultimo periodo della sua esistenza l'Istituto rivolse l'attenzione principalmente nei confronti della tecnologia televisiva, presentata come il mezzo «per dare a decine di milioni di schermi la possibilità di far conoscere la vita dei popoli e di estendere la visione diretta oltre ogni limite» e pertanto come «una evoluzione del cinema educativo grazie a cui il processo di distribuzione del materiale è reso più economico»; la nuova tematica su cui impegnare l'Istituto fu ufficializzata nel numero del febbraio 1935 di Intercine che venne interamente dedicato a tale argomento, introdotto da un articolo di Arnheim dal titolo volutamente a doppio senso.

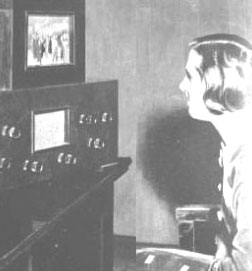
televisione sperimentale in Italia, 1934

Di fatto l'unico anno in cui si pubblicò la nuova testata coincise con quello nel quale l'Istituto si occupò della televisione rispetto alla quale l'I.C.E. si propose di assumere un ruolo di avanguardia, come aveva fatto negli anni passati rispetto ai temi di cui s'era occupato. Per questo nel marzo 1935 il Consiglio di amministrazione deliberò di istituire un "Comitato misto" composto da esponenti dell'Istituto unitamente a quelli dell'Unione Internazionale per la Radiodiffusione; lo scopo era quello di costituire un Centro di documentazione sul nuovo media, ancora in fase sperimentale, che potesse diventare un punto di riferimento a livello internazionale.
Questo Comitato fu effettivamente istituito ed iniziò a muovere i primi passi il 4 - 5 aprile dello stesso anno, riunendosi a Nizza sotto la presidenza di Louis Lumière; in quella sede De Feo ottenne che il Centro di documentazione televisivo fosse istituito presso la sede romana dell'I.C.E., riuscendo quindi nell'intento di aumentarne i compiti – e quindi indirettamente valorizzare il lavoro svolto a Villa Torlonia – offrendo in tal modo un nuovo servizio per la Società delle Nazioni: era previsto che esso iniziasse concretamente a funzionare dal luglio 1935.
Il tentativo dell'Istituto di trovare, dopo il successo del Congresso internazionale di Roma, una nuova "missione" durò molto poco: negli ultimi mesi del 1935, come si è visto, Luciano De Feo lasciò la direzione dell'I.C.E. per arruolarsi come volontario nel reparto cinematografico inviato a fianco delle truppe italiane in Etiopia, mentre Intercine cessava le pubblicazioni e molti collaboratori venivano assorbiti dalla redazione di Cinema; la caduta di attività dell'I.C.E. è testimoniata anche dalla scarsa documentazione inviata alla Società delle Nazioni, a fronte di una grande quantità di rapporti e relazioni degli anni precedenti. Poi, nel 1937, la crisi dei rapporti con l'organizzazione ginevrina arrivò al suo epilogo e ciò travolse anche il tentativo di ampliare lo sguardo verso lo sviluppo del mezzo televisivo.

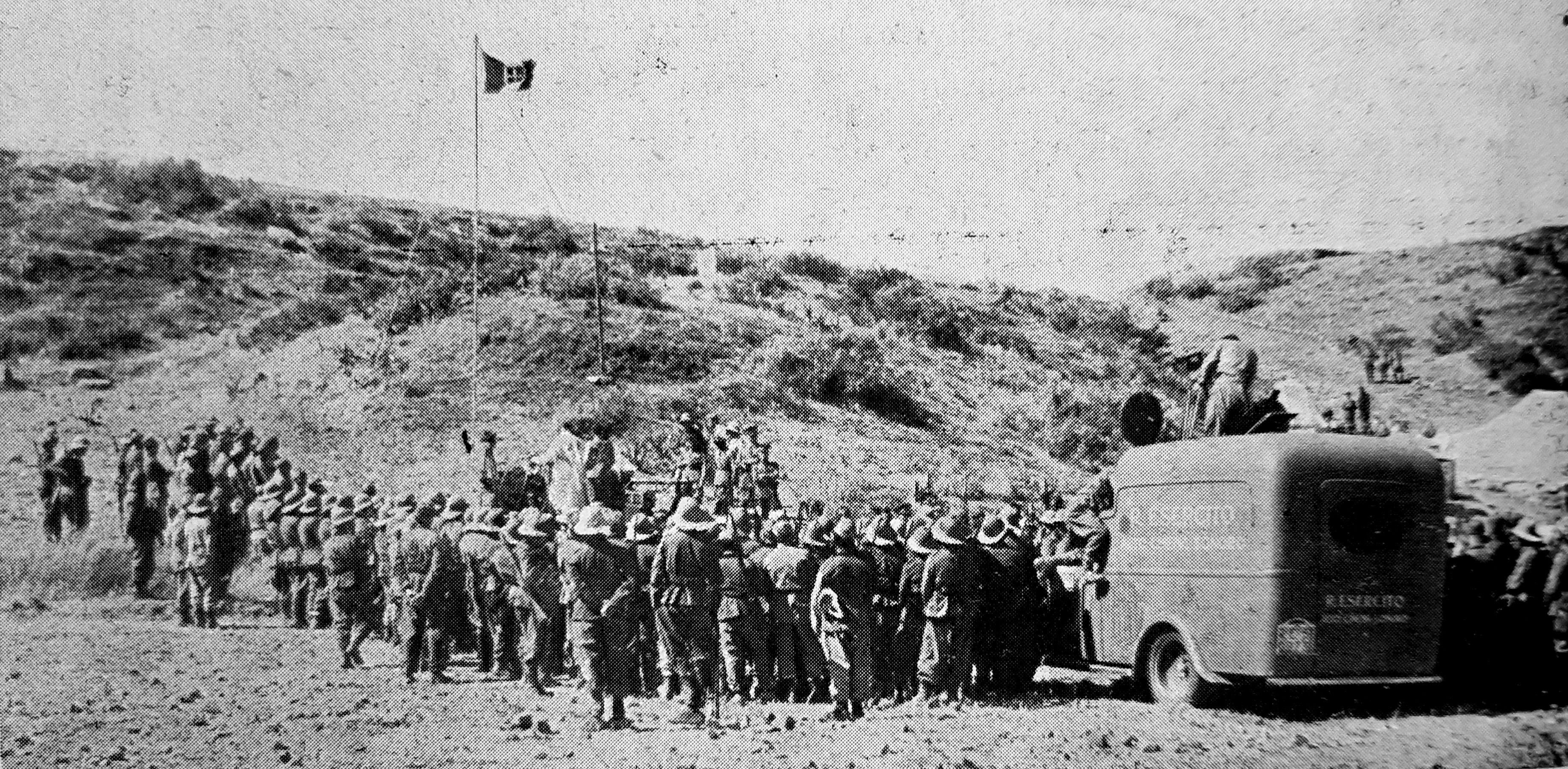
Il reparto cinematografico dell'Istituto Luce durante la Guerra d'Etiopia in cui De Feo si arruolò volontario, abbandondando la direzione dell'I.C.E.

## Cessazione

### A Roma si chiudono i battenti
Dopo il successo ottenuto con il Congresso internazionale di Roma del 1934, ed il tentativo di ripresa del 1935 a cui fece seguito il progressivo calo di impegno verificatosi nei due anni successivi, l'Istituto cessò la propria attività alla fine del 1937, in concomitanza con la decisione italiana di abbandonare la Società delle Nazioni. La notizia fu ufficialmente comunicata con una lettera del 18 dicembre 1937 dal Presidente Balbino Giuliano (che pochi mesi prima aveva sostituito Paulucci de Calboli, diventato nel 1935, e non senza contrasti, Presidente dell'Istituto quando era deceduto Rocco), nella quale comunicava al Segretario Generale della S.d.N. le dimissioni sue e della totalità dei dipendenti italiani, ma anche quelle della maggior parte degli stranieri, e la chiusura degli uffici, senza fornire alcuna indicazione sull'esito della imponente documentazione raccolta in 9 anni di lavoro.
Nell'informazione italiana dell'epoca la responsabilità della chiusura fu ovviamente attribuita alla S.d.N, descritta come «costantemente avversa ad ogni modifica imposta dall'esperienza: agli sforzi dell'Istituto di diventare la centrale dei vari Istituti nazionali ha risposto con mezzucci [per cui] era necessario che i fili fossero recisi; i collegamenti con Ginevra altro non rappresentavano che un mezzo inteso ad allentare o sopprimere l'azione, diminuire il dinamismo». Non mancarono però opinioni meno bellicose che attribuirono la chiusura dell'I.C.E. al compimento di un ciclo: «quando [l'Istituto] era sorto l'importanza del cinema educativo era da molti ignorata; ora, dopo tanti Comitati nazionali costituiti, tante annate di una rivista a tenere nel mondo le fila della materia, la Mostra di Venezia, la convenzione doganale e le conquiste del formato ridotto, occorreva sostituire l'azione internazionale con gli accordi tra Stati». Dopo la chiusura dell'I.C.E., il governo italiano si orientò per una soluzione autarchica, istituendo in ambito "Luce" la "Cineteca scolastica", che venne dotata di uno stanziamento di 2 milioni di lire.

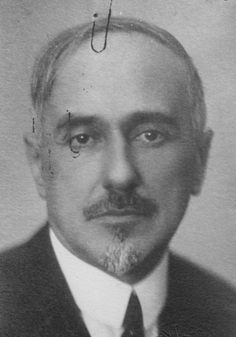
Balbino Giuliano, ultimo Presidente dell'I.C.E., che nel 1937 comunicò la chiusura dell'Istituto dopo l'uscita dell'Italia dalla Società delle Nazioni

### Vani tentativi di ripresa
Con l'accrescersi delle tensioni internazionali alla fine degli anni trenta, la vicenda dell'I.C.E. ebbe uno scarso risalto, mentre in seno alla Società delle Nazioni si avviò una discussione abbastanza sterile per stabilire se l'abbandono dell'Italia comportasse o meno l'automatica cessazione dell'Istituto, che non teneva conto dei costi di un eventuale subentro. Gli unici che cercarono di affrontare la questione furono ancora una volta i Francesi che, ricordando in quale modo controverso l'I.C.E. fosse nato, proposero subito che la sede dell'Istituto fosse trasferita a Parigi nell'ambito del locale Comitato nazionale per il cinema educativo. La richiesta fu appoggiata dagli svizzeri, ma era destinata a non aver seguito tanto più che pochi mesi dopo si dissolse anche quel Comitato a causa dello scioglimento della "Chambre Syndacale" che lo aveva sostenuto finanziariamente.
Un tentativo di recupero della situazione fu compiuto dall'Istituto Internazionale di Cooperazione Intellettuale soprattutto per dare corso alla convenzione doganale, dovendosi individuare a chi attribuire adesso la competenza di definire "educativa" una pellicola ai fini dell'esenzione. In un rapporto al Consiglio della S.d.N. del settembre 1938, l'Istituto del Palais Royal si impegnò ad assumere tale compito, ma tale indicazione, nella complicata trama delle relazioni internazionali, non poteva attuarsi senza una modifica del testo della convenzione e fu quindi necessario riunire ancora una volta i Paesi che ne erano firmatari. Il 27 maggio 1939 il Consiglio della Società delle Nazioni annunciò che un'intesa era stata raggiunta e sottoscritta già da 9 Stati, indicendo una seconda riunione da tenersi nel settembre 1939 che ovviamente, con un mondo già precipitato nella guerra, non ci fu mai.

### Il Conseil International du Cinéma, de la Télévision et de la Communication Audiovisuelle (CICT)
Occorrerà attendere la fine della seconda guerra mondiale, nonché la costituzione delle Nazioni Unite, per avere un erede dell'Istituto: nel 1956, infatti, in occasione della Conferenza Generale dell'UNESCO tenutasi a Nuova Delhi, il Professor Mario Verdone, in qualità di Membro della Commissione italiana dell'UNESCO, fonda il Conseil International du Cinéma et de la Télévision (CICT), diretto erede dell'Istituto internazionale per la cinematografia educativa.

## Giudizi storici
Nel corso della sua attività l'Istituto internazionale per il cinema educativo riuscì a raggiungere alcuni risultati, quali l'approvazione della convenzione doganale, un ruolo decisivo per definire uno standard del formato ridotto, il successo del Congresso internazionale di Roma, e, tramite le sue pubblicazioni periodiche o monografiche, una presenza informativa di respiro effettivamente internazionale, infrequente nell'Italia del tempo; successi tanto più importanti tenuto conto che esso si trovò ad agire in un contesto reso difficile da fenomeni quali la crisi economica del '29, l'ascesa del nazismo e, in campo cinematografico, la transizione dal muto al sonoro.
Almeno sino al Congresso di Roma del 1934, esso seppe sviluppare la propria attività senza cadere in fastidiose concessioni all'esaltazione del regime, contribuendo in tal modo ad una politica estera con cui il governo fascista intendeva rispondere, dimostrando volontà di apertura e di dialogo, alle preoccupazioni per la base nazionalista e totalitaria del regime. Di fronte a tali riserve, quindi, l'Istituto fu concepito anche come «una delle prime mosse utili per l'acquisizione di consensi e crediti internazionali [ed una] svolta diplomatica e politica nel tentativo di costruire una nuova immagine del fascismo ad uso esterno».
Si è anche osservato che il contributo essenziale dato dall'Istituto internazionale alla nascita della Mostra di Venezia, da tutti riconosciuto sia per gli aspetti organizzativi che per quelli culturali, potrebbe far ritrovare nelle origini dell'evento veneziano, in seguito diventato così importante, una "matrice", seppur indiretta della Società delle Nazioni.
Benché ad iniziare soprattutto dagli anni '70, si sia sviluppata la ricerca storica sulla cinematografia italiana del periodo fascista, la quasi decennale attività di questo organismo è stata generalmente dimenticata, oppure appena accennata. Anche coloro che nel dopoguerra si occuparono attivamente del ruolo del cinema nel campo educativo, ignorarono in genere non solo l'attività, ma la stessa esistenza dell'istituto, come ad esempio accadde quando il C.I.D.A.L.C. (Centro internazionale del cinema educativo e culturale, con sede a Roma) pubblicò nel 1951 un numero monografico di Sequenze, curato da Mario Verdone, nel quale, in oltre 60 pagine di testi, non fu citata neppure una volta l'esperienza e l'attività dell'I.C.E. Un "oblio", che ha interessato anche il significativo ruolo dell'Istituto nella nascita della Mostra di Venezia, e che è stato attribuito a quattro concomitanti fattori: la condanna assoluta del fascismo, che avrebbe travolto anche un organismo visto come una sua emanazione, la scarsa considerazione con cui storicamente è stata valutata l'opera della Società delle Nazioni, entro cui l'Istituto si trovò ad operare, il minor interesse che ha caratterizzato il cinema didattico rispetto a quello spettacolare con il suo contorno di miti produttivi e divistici, ed infine la dispersione di grande parte della documentazione raccolta e prodotta, ad iniziare dalla "Enciclopedia".

### Integrative al testo
1. ↑  Il 20 dicembre 1926 ed il 12 gennaio 1927 si svolsero presso l'Istituto Internazionale di cooperazione intellettuale due riunioni con la partecipazione di diversi enti sovranazionali come la "Associazione internazionale di protezione dell'infanzia", la "Croce rossa internazionale", il "Comitato internazionale delle donne", la "Federazione internazionale delle associazioni pedagogiche" ed altre, per avviare la costituzione di un ufficio dedicato al cinema, di cui si iniziò a scrivere lo Statuto. Cfr. (FR)  J.de V.[Jehan de Vimbelle], Le bureau international du cinéma d'enseignement in Cinéopse, n.91, marzo 1927.
2. ↑  Nella risoluzione unanime adottata si affermava che «il Consiglio apprezzerà ogni proposta del governo italiano sul funzionamento e l'organizzazione del nuovo Istituto, con particolare riferimento al suo Statuto» e si concludeva sostenendo che l'offerta italiana era «la prova, ancora una volta, dell'interesse dell'Italia nei confronti della Società delle Nazioni». Tratto da Journal officiel della Società delle Nazioni, ottobre 1927, p.1450
3. ↑  L'espressione è contenuta in una lettera che Paulucci De Calboli scrisse direttamente a Mussolini, adesso contenuta in documenti d'archivio, dalla quale risulta che l'opposizione francese si basava su questioni di prestigio nazionale e che si dovette scongiurare che tale contrarietà conducesse alla decisione "salomonica" di installare la sede dell'Istituto a Ginevra, oppure di rinviare tutto "sine die". I documenti sono pubblicati in: Christel Taillibert, L'I.C.E. e la politica estera del fascismo, in Bianco e Nero, n. 547, luglio 2001.
4. ↑  Intervenendo nella sessione del 7 marzo 1927 del Consiglio della S.d.N., Il delegato tedesco Karl von Schubert chiese che l'Istituto applicasse con solerzia l'articolo 5 dello Statuto per garantire il coinvolgimento di coloro che in Germania si occupavano di cinema didattico; Auspicò anche altre collaborazioni, tra cui quella con la "Camera" di Basilea. Fu questo l'unico intervento in una riunione che alla fine vide un assenso unanime rispetto alla proposta italiana. Cfr. (FR)  Journal Officiel della Società delle Nazioni, aprile 1928, p. 897.
5. ↑  L'Istituto di Roma ebbe parte attiva nella realizzazione di una missione in Cina, che aveva il compito di fornire indirizzi sulla riorganizzazione del sistema scolastico; essa si svolse nel luglio 1931 e vi prese parte, su designazione dell'I.C.E., Alessandro Sardi, presidente del "Luce". Il Governo cinese si impegnò alla costituzione di un centro nazionale dedicato al cinema educativo ed a tal fine si formò un Comitato composto però, per la maggior parte, da residenti stranieri. Cfr. Rivista internazionale del cinema educatore, ediz. ital. n. 1, gennaio e n. 6, giugno 1932.
6. ↑  Nel 1931, su impulso dell'Istituto parigino, si tenne una riunione di scrittori ed artisti nella quale intervenne Thomas Mann chiedendo che il mondo della cultura s'occupasse anche di cinema e che si stabilissero criteri sovranazionali per giudicare ed ammettere i film; nel 1932 fu indetta sempre a Parigi una riunione di produttori cinematografici ed insegnanti, che ritornò sulla proposta, cui tuttavia la S.d.N. non diede seguito. Cfr. Dossier Cinema ed educazione, edito dall'Istituto internazionale per la cinematografia educativa, Roma, 1934, pp. 78-82.
7. ↑  In una prima fase il finanziamento venne ripartito tra il "Luce", l'"Opera Nazionale Combattenti", l'"O.N.M.I." ed il "Banco di Sicilia", ma in seguito alcuni di questi enti, ed in particolare il "Luce", si dimostrarono sempre più riottosi a stornare dai propri bilanci i fondi per l'I.C.E. Per continuare a garantire il funzionamento dell'Istituto, che comportava anche una questione di prestigio verso la S.d.N. dopo i solenni impegni assunti nel 1928, furono necessari interventi diretti di Mussolini, sollecitato in tal senso dal Ministro Rocco, sino alla decisione di ascriverlo al bilancio del Ministero degli Esteri. Cfr.Taillibert, pp. 90-93.
8. ↑  Gli Stati che ratificarono l'accordo furono, in ordine cronologico di sottoscrizione: Gran Bretagna, Austria, India, Terranova, Sudafrica, Australia, Belgio, Bulgaria, Cile, Danimarca, Egitto, Grecia, Ungheria, Iran, Irak, Eire, Italia, Cuba, Lettonia, Monaco, Nicaragua, Norvegia, Polonia, Romania, Svezia e Svizzera. A questi si aggiunsero 6 Stati firmatari: Albania, Francia, Panama, Uruguay, Venezuela e Stati Uniti. Elenco in Journal Officel della Società delle Nazioni, gennaio 1938, p.377
9. ↑  Il Congresso si svolse a Vienna dal 26 al 31 maggio 1931 convocato dalla "Chambre" di Basilea. Nonostante un accordo tra diversi Paesi, tra cui Germania, Stati Uniti, Paesi Bassi e Svizzera, la questione del formato ridotto standard fu rinviata su richiesta del delegato francese Augustin Barrier, che fece approvare un rinvio motivato dal pretesto di condurre "ulteriori studi" da concludere entro Pasqua 1932. Vedi (FR)  Jean Lordier, Le troisième Congrès du film d'enseignement à Vienne, in L'Éffort cinégraph suisse/Schweitzer Kino Revue, n. 9, giugno 1931.
10. ↑  L'incontro si svolse il 26 giugno 1934 Stresa e vi parteciparono, tra gli altri Charles Delac, Presidente della "Chambre Syndacale du Cinéma français", l'organizzazione dei produttori francesi, Arnold Reathe della "Reich Filmkammer", analoga associazione tedesca, e James W. Brown, esponente del British Film Institute. Da: Notiziario in Eco del cinema, n. 128, luglio 1934.
11. ↑  Tra le valutazioni positive espresse nei confronti del Congresso di Roma vi fa anche quella della Commissione di Cooperazione intellettuale che, abbandonando i mai sopiti malumori creatisi per le modalità di nascita dell'I.C.E., riconobbe che «non c'è più dubbio che si possa stabilire una fruttuosa collaborazione [in quanto] il Congresso ha accolto all'unanimità il fatto che la Commissione sia incaricata di richiamare l'attenzione dei governi sul ruolo internazionale del cinema e sul suo impiego come strumento per avvicinare le coscienze». Commento pubblicato nel Bullettin de l'Institut international de Coopèration Intellectuelle, n. 39, maggio 1934.
12. ↑  Quando nel settembre 1935 il "Luce" costituì uno speciale reparto cinematografico per l'Africa Orientale composto da oltre 30 operatori ed un centinaio di tecnici, Luciano De Feo chiese ed ottenne di esserne nominato direttore; egli mantenne tale incarico sino al gennaio 1936 quando, a causa di una malattia contratta, fu rimpatriato e sostituito da Corrado D'Errico. Notizie in: Augusto Ajazzi, L'arduo lavoro cinematografico sui fronti dell'Africa Orientale, in Eco del cinema, n. 147, febbraio 1936.
13. ↑  Nell'editoriale del primo numero della Rivista si chiariva il programma dell'Istituto basato sul «cinema come lingua più comprensibile nella sua infinita semplicità [da cui] sorgerà una mutua ed esatta collaborazione e comprensione tra i diversi popoli, e quindi potente strumento di pace». Cfr, Louis Dop Il posto e la missione dell'I.C.E. nel quadro delle organizzazioni internazionali, in Rivista internazionale del cinema educatore, ediz. ital., Anno I, n. 1, luglio 1929.
14. ↑  Nel corso della sessione plenaria tenutasi a Parigi il 20 luglio 1935 la Commissione Internazionale di Cooperazione Intellettuale votò un'unanime risoluzione con cui esprimeva «viva soddisfazione per lo sviluppo dell'attività dell'Istituto Internazionale per la cinematografia educativa, con particolare interesse alla trasformazione della Rivista internazionale in Intercine. Cfr. (FR)  Bullettin de l'Institut international de Coopération Intellectuelle, 1935, p.520.
15. ↑  L'annuncio della imminente pubblicazione della "Enciclopedia" fu dato da Luciano de Feo sulla Rivista internazionale del cinema educatore, ediz. ital. n.1, gennaio 1933. Va ricordato che con l'editore Hoepli, De Feo darà vita, tre anni dopo, al quindicinale Cinema
16. ↑  Al momento di diventare Presidente dell'Istituto Paulucci de Calboli era anche Presidente dell'"Istituto Luce". Il doppio incarico suscitò diverse proteste nell'ambito della Società delle Nazioni da parte di chi riteneva che vi fosse un conflitto di interesse tra un Istituto incaricato, in base alla convenzione doganale, di individuare le pellicole meritevoli di esenzioni tributarie, ed un altro Istituto che quelle pellicole le produceva e distribuiva. Ma la S.d.N. non affrontò la questione, che restò insoluta sino alle dimissioni di Paulucci avvenute nel settembre 1937, pochi mesi prima della chiusura dell'I.C.E. Cfr. Christel Taillibert, L'I.C.E. e la politica estera del fascismo, in Bianco e Nero, n. 547, luglio 2001.
17. ↑  Al finanziamento della "Cineteca scolastica" dovevano provvedere il Ministero dell'educazione nazionale e quello della cultura popolare. Si previde che ogni scuola avrebbe dovuto dotarsi di un proiettore e si decise di produrre una serie di filmati sia propagandistici (I luoghi di Mussolini, Il regime per il popolo, Il nostro impero coloniale, Albania) che scientifici (Le Alpi, I vulcani, Gli uccelli, I mammiferi) con pellicole adeguate ai diversi livelli scolastici. La guerra interruppe ogni programma. Cfr. Alberto Spaini, Il cinematografo nella scuola, in Film, n. 33, 11 agosto 1939. Ancora dieci anni dopo veniva lamentato il completo abbandono in cui tale istituzione si trovava. Cfr. Ennio della Nesta, Per una risoluzione in Italia del problema del cinema didattico, in Cinema, nuova serie, n. 17, 30 giugno 1949.

### Bibliografiche
1. ↑  Dossier Cinema ed insegnamento, monografia edita dall'Istituto internazionale per la cinematografia educativa, Roma, 1934, p. 4.
2. ↑  (DE)  Lichtbild-Bühne, maggio 1909, articolo di W. Hennessmann.
3. ↑  (FR)  Cinéma d'enseignement: certitudes in Cinéopse, n. 241, marzo 1946.
4. ↑  (FR)  Cinéopse, n. 54, luglio 1924 e n. 67, marzo 1925.
5. ↑  (FR)  Jehan de Vimbelle, Le cinéma d'enseignement in Cinéopse, n. 77, gennaio 1926.
6. ↑  (FR)  Émile Roux-Parassac, Le cinéma d'enseignement en Allemagne, in Cinéopse, n. 65, gennaio 1925.
7. ↑  Dossier Cinema ed educazione, monografia edita dall'Istituto internazionale per la cinematografia educativa, Roma, 1930. p. 11
8. ↑  Dossier Cinema ed educazione, cit., p.224.
9. ↑  (ES)  Lorenzo Luzuriaga in El Sol, 24 febbraio 1925.
10. ↑  (FR)  Chronique du cinéma éducateur, in Cinéopse, n. 69, maggio 1925.
11. ↑  Relazione di Frank N. Freeman nel dossier Cinema ed insegnamento, cit., pp. 152-153.
12. ↑  (FR)  Jehan de Vimbelle, Chronique du cinéma éducateur, in Cinéopse, n. 75, novembre 1925.
13. 1 2  Maria Adriana Prolo, Storia del cinema muto italiano, Milano, Il Poligono, 1951, pp. 92-93.
14. ↑  La cinematografia italiana ed estera, 15-30 ottobre 1916
15. ↑  La cinematografia italiana, n. 22, settembre 1920.
16. ↑  Egisto Roggero, La cinematografia didattica, in Vita cinematografica, numero speciale, dicembre 1914.
17. ↑  Notiziario, in Rivista cinematografica, n. 1, 10 gennaio 1922.
18. ↑  Luciano De Feo, Come nacque l'Istituto nazionale Luce, ne Lo schermo, luglio 1936.
19. ↑  Fernando Cerchio, Il "pioniere" Omegna, in Cinema, prima serie, n. 92, 25 aprile 1940.
20. ↑  Brunetta, vol. I: Il cinema muto 1895-1929, pp.278-280.
21. ↑  Carlo Bassoli, La Società delle Nazioni ed il cinema, in Eco del cinema, n. 18, maggio-giugno 1925.
22. 1 2 3  Calanca, p. 43.
23. ↑  (FR)  George-Michel Coissac, Le cinéma et la Société des Nations in Cinéopse, n. 71, luglio 1925.
24. ↑  (FR)  George-Michel Coissac, La question du Congrès International, in Cinéopse, n. 79, marzo 1926.
25. ↑  (FR)  Gottlieb Imhoff, Coopération Intellectuelle pour le cinématographe scolaire in Cinéopse, n. 78, febbraio 1927.
26. ↑  Cfr. (FR)  Résolutions adoptées à l'unanimité par le Congrès international du cinématographe, édité par I.I.C.I., Paris, 1927.
27. ↑  (FR)  Le Congrès International du Cinématographe de Paris, in Journal Officiel della Società delle Nazioni, novembre 1926.
28. ↑  Carlo Bassoli, Il primo Congresso internazionale cinematografico, in Eco del cinema, n. 35, ottobre 1926 e A proposito del Congresso internazionale, in Eco del cinema, n. 36, novembre 1926.
29. ↑  (FR)  Orientation au sujet de la Conférence Européenne du film d'enseignement, Segretariato della Conferenza, Basilea, gennaio 1927.
30. 1 2  (FR)  M.H.G., La Conference de Bâle in Le Journal de Génève, 10 aprile 1927.
31. ↑  Notiziario - La conferenza di Basilea ha dato all'Italia il primato nella cinematografia didattica in Rivista cinematografica, n. 9, 15 maggio 1927.
32. 1 2  Taillibert, pp. 60-67.
33. ↑  (FR)  Une résolution adoptée au cours del la session de julliet 1927, in Cinéopse, n. 97, settembre 1927.
34. ↑  Silvia Gelli, Le guerre del Duce in Storia del cinema italiano, vol.V, p. 63.
35. ↑  Testo della lettera di Mussolini pubblicato in Journal Officiel della S.d.N., febbraio 1928, p.422.
36. ↑  Atti parlamentari, Camera, sessione del 29 novembre 1928, p. 9394.
37. ↑  Atti Parlamentari, Senato, sessione del 11 dicembre 1928, p. 4221.
38. ↑  Un ente cinematografico internazionale, editoriale in Rivista cinematografica, n.18 del 10 settembre 1927
39. ↑  Alessandro Blasetti, L'Italia dona al mondo l'Istituto del cinema educativo, editoriale in cinematografo, n. 15, 18 settembre 1927.
40. ↑  (FR)  Louis d'Heurbemont, L'Institut international du cinéma in Cinéopse, n. 101, gennaio 1928.
41. ↑  (FR)  George-Michel Coissac, L'inauguration de l'Institut international du cinéma éducatif à Rome, in Cinéopse, n. 112, dicembre 1928.
42. ↑  (EN)  P.H in The Cinema, n. 41, settembre 1928.
43. ↑  (DE)  Articolo di Paul Wahlbeck in Das Kino Journal, Berlino, 20 ottobre 1928.
44. 1 2  Taillibert, pp. 144-148.
45. ↑  Rapport de M. Vittorio Scialoja sur la 1.ère session du Conseil d'Administration de l'I.C.E., 53ª sessione del Consiglio della Società delle Nazioni, Lugano, 10 dicembre 1928, pubblicato in Journal Officiel della S.d.N., gennaio 1929, p. 39.
46. ↑  La sede dell'Istituto internazionale del cinema educativo in Eco del cinema, n. 58, settembre 1928.
47. ↑  Il testo del discorso è riportato in cinematografo, n. 23, 18 novembre 1928.
48. 1 2 3  Rivista internazionale del cinema educatore, ediz. ital. n. 4, aprile 1930.
49. ↑  (FR)  À l'Institut international du cinéma éducatif, in Cinéopse, n. 130, giugno 1930.
50. 1 2 3  Silvia Gelli, L'Istituto di cinematografia educativa e la Rivista del cinema educatore in Storia del cinema italiano, vol. IV, pp. 437-443.
51. 1 2 3 4  '(FR)  'Rapport du Dirécteur Général au Conseil d'Administration - octobre 1929, in Journal Officiel - Appendice II - della Società delle Nazioni, febbraio 1930, pp.129-134.
52. ↑  (DE)  Notiziario in Kinema, luglio-agosto 1930.
53. ↑  (FR)  George-Michel Coissac, Une visite à l'I.C.E., in Cinéopse, n. 164, aprile 1933.
54. ↑  Taillibert, pp. 135-136.
55. ↑  Lo schema di convenzione internazionale per l'abolizione delle barriere doganali, in Rivista internazionale del cinema educatore, ediz. ital., n. 6, giugno 1930.
56. ↑  (FR)  Journal Officiel della Società delle Nazioni, giugno 1930, pp. 542-543.
57. ↑  Rivista internazionale del cinema educatore, ediz. ital., n. 10, ottobre 1933.
58. ↑  Calanca, pp. 49-50.
59. ↑  Taillibert, pp. 246-248 e 252.
60. ↑  Ernst Rünst, Problemi tecnici legati alla cinematografia educativa nel dossier Cinema ed educazione, cit., p.267.
61. 1 2  Taillibert, pp. 304-307.
62. ↑  (FR)  Albert Collette, Le film de format réduit, in Cinéopse, n. 183, novembre 1934.
63. ↑  (FR)  Jehan de Vimbelle, Un coup d'œil sur l'année qui finit, in Cinéopse, n. 184, dicembre 1934.
64. ↑  Una conquista nel formato ridotto: l'unificazione del film sonoro a 16 mm, in Cinema, prima serie, n. 9, 10 novembre 1936.
65. ↑  Il Giornale d'Italia, 26 agosto 1932.
66. ↑  Luciano De Feo, Venezia 1932-1954, in Eco del cinema e dello spettacolo, nn. 78-79, 15-31 agosto 1954.
67. ↑  Brunetta, vol. II:  Il cinema del regime 1929-1945, p. 41.
68. ↑  Giuseppe Volpi, La Mostra di Venezia, in Cinema, prima serie, n. 3, 10 agosto 1936.
69. ↑  Taillibert, pp. 267-270.
70. ↑  Flavia Paulon, La dogaressa contestata, Venezia, 1971, p. 20.
71. ↑  (FR)  Jehan de Vimbelle, Chronique du cinéma éducateur, in Cinéopse, ottobre 1934.
72. ↑  (DE)  A.S. in Bild und Film, 15 ottobre 1934.
73. ↑  Rivista internazionale del cinema educatore, n. 4, aprile 1934.
74. ↑  (FR)  Émile Roux-Parassac, Au Congrès de Rome, in Cinéopse, n. 178, giugno 1934.
75. ↑  (FR)  Les travaux du Congrès International du cinéma à Rome, in Bullettin del l'Institut international de Coopération Intellectuelle, n. 39, maggio 1934, pp.128 e ss.
76. ↑  Problemi cinematografici nei confronti di folle di diversa mentalità e cultura, voto del Congresso di Roma, in Rivista internazionale del cinema educatore, n. 4, aprile 1934, p. 408.
77. ↑  Metodologia del film di insegnamento, voto del Congresso di Roma, in Rivista internazionale del cinema educatore, n. 4, aprile 1934, p. 395.
78. 1 2  Taillibert, p. 296.
79. 1 2  Atti del Congresso cinematografico internazionale di Roma. Premessa, in Rivista internazionale del cinema educatore, n. 4, aprile 1934, pp.378-381.
80. ↑  Rivista internazionale del cinema educatore, n. 6, giugno 1933.
81. ↑  Rivista internazionale del cinema educatore, n. 9, settembre 1934, pp.560-563.
82. 1 2 3  (FR)  Rapport de M. Luciano De Feo sur l'activité en 1935 de l'Institut international du cinématographe éducatif pubblicato in Journal Officiel della Società delle Nazioni, novembre 1936, p. 1287.
83. ↑  Editoriale non firmato [ma di De Feo] in Cinema, prima serie, n. 28, 25 agosto 1937. I corsivi sono nel testo
84. ↑  Jehan de Vimbelle, Chronique du cinéma éducateur, in Cinéopse, n.187, marzo 1935
85. ↑  (FR) Auguste Veherendt, Qu'est-qu'il se passe à Génève et à Rome?, in L'Effort cinématographique suisse, maggio 1935.
86. ↑  (EN)  Bernard Cohen, Cinema Quarterly, aprile 1935.
87. ↑  Ruggero Ruggeri, Il dibattito teorico, in Storia del cinema italiano, vol. V, p. 521.
88. ↑  Taillibert, p. 347.
89. ↑  Gianni Puccini, I tempi di "Cinema", in Filmcritica, n. 5, maggio 1951.
90. ↑  (FR)  Rapport de M. Alfredo Rocco, Président du Conseil d'Administration de l'Institut International du cinématographe éducatif, in Journal Officiel della Società delle Nazioni, appendice VII, novembre 1933, p. 1369.
91. ↑  Luciano De Feo, L'Enciclopedia del cinema, in Intercine, marzo 1935.
92. ↑  (FR)  Rapport de M. Luciano De Feo sur l'activité en 1936 de l'Institut international du cinématographe éducatif pubblicato in Journal Officel della Società delle Nazioni, aprile 1937, p. 1055.
93. 1 2  Editoriale non firmato [ma di de Feo] in Cinema, prima serie, n. 38, 25 gennaio 1938
94. ↑  Cfr. Orio Caldiron, Geografia della critica, in Storia del cinema italiano, vol. V, p. 491.
95. ↑  Rudolf Arnheim, Vedere lontano , in Intercine, n. 2, febbraio 1935
96. ↑  Notiziario in Intercine, n. 5, maggio 1935.
97. ↑  La lettera è pubblicata in Journal Officiel della S.d.N., gennaio 1938, p.322.
98. ↑  Mario Gromo, Dietro lo schermo, in La Stampa, 1º febbraio 1938.
99. ↑  (FR)  La fermeture de l'I.C.E. in Journal Officiel della S.d.N., febbraio 1938, p. 302.
100. ↑  (FR)  Jehan de Vimbelle, Chronique du cinéma éducateur in Cinéopse, n. 221, gennaio 1938.
101. ↑  Albert Arnoulf, L'Institut international du cinéma éducatif ira à Paris? in Cinéma Suisse, marzo 1938
102. ↑  (FR)  Jehan de Vimbelle, Chronique du cinéma éducateur in Cinéopse, n. 231, novembre 1938.
103. ↑  (FR)  Rapport de l'Institut International de Coopération Intellectuelle au Conseil de la Société des Nations, in Journal Officiel della S.d.N., ottobre 1938, p. 291.
104. ↑  (FR)  Journal Officiel della S.d.N., giugno 1939, p. 274.
105. ↑  Silvia Gelli, in Storia del cinema italiano, vol. IV, p. 444.
106. ↑  Christel Taillibert, L'I.C.E. e la politica estera del fascismo, in Bianco e Nero, n. 547, luglio 2001.
107. ↑  Brunetta, vol. II: Il cinema del regime 1929-1945.
108. ↑  Taillibert, pp. 372-374.